# Hans Christian Andersen
Hans Christian Andersen (pronuncia danese [ˈhans ˈkʰʁæsd̥jan ˈɑnɐsn̩] ; Odense, 2 aprile 1805 – Copenaghen, 4 agosto 1875) è stato uno scrittore e poeta danese, celebre soprattutto per le sue fiabe.
Tra le sue opere più note vi sono La principessa sul pisello (1835), Pollicina (1835), La sirenetta (1837), I vestiti nuovi dell'imperatore (1837), Il soldatino di stagno (1838), Il brutto anatroccolo (1843), La regina delle nevi (1844) e La piccola fiammiferaia (1848).

## Biografia

### Infanzia
Hans Christian Andersen nasce il 2 aprile del 1805 nei quartieri poveri della città di Odense, in Danimarca, nell'isola di Fionia, figlio di un venditore ambulante di calzini che fabbricava scarpe, Hans Andersen (1782-1816) e di Anne Marie Andersdatter (1773-1833). L'intera famiglia, di cui fa parte anche una sorellastra, Karen Marie, avuta nel 1799 dalla madre, vive in una singola stanza in condizioni di estrema miseria, nella casa dove già abitava la nonna materna che accoglie i due genitori circa nove mesi dopo la nascita di Hans Christian perché possano coabitare. Ad ogni buon conto, cosa non insolita per l'epoca nelle classi povere urbane, la famiglia, oltre che indigente, è segnata da altri disagi sociali e relazionali interni: i genitori di Hans hanno una bisnonna in comune; la nonna materna, Anna Sørensdatter, ha avuto tre figli fuori dal matrimonio, tra cui la madre di Hans Christian, ed ebbe diversi problemi con la legge, scontando anche una pena detentiva al penitenziario di Odense; il nonno paterno, A. H. Traes, è conclamatamente disturbato psichicamente e lo scrittore temerà a lungo di aver ereditato tale tara, mentre la zia materna gestisce un bordello. Ciononostante, come annotano Paul Kruger e Giuseppe Gabetti, fin dalla prima infanzia, la realtà in cui è costretto a vivere deve apparire al futuro scrittore come un mondo di fiaba: non a caso intitolerà la sua seconda autobiografia La fiaba della mia vita (Mit Livs Eventyr, 1855).
La vita a Odense, città di provincia, è ancora del tutto regolata da una sorta di "naturalità" tipica del mondo agricolo, imbevuta di vecchie tradizioni, superstizioni, governata da comportamenti secolari immutati e, a suo modo, scevra dalle convenzioni borghesi e delle classi agiate emergenti, con le quali Andersen si confronta successivamente nella capitale. Un paragone che, ovviamente, pesa nel momento in cui egli formulerà più tardi il giudizio sulla propria infanzia. Un vecchio mondo, quindi, paragonato a una società che cambia e anche rapidamente nella Copenaghen dell'epoca. Oltre a ciò, è fuor di dubbio che su tale impressione influisca anche il rapporto del tutto particolare con il padre e la madre. Il primo, che aveva ventidue anni al momento della nascita di Hans, è così povero da dover adattare a letto nuziale i resti di un catafalco acquistato a un'asta pubblica (altri dicono donatogli da un nobile). Tuttavia è uomo generoso, stravagante, ama la musica (sarà con lui che Hans Christian si recherà per la prima volta a vedere uno spettacolo al Regio Teatro di Odense), nutre aspirazioni e gusti superiori alla sua condizione e si ritiene nato per qualcosa di più alto che l'attività di ciabattino, passando le proprie giornate a leggere o a girovagare per i boschi anziché esercitare il mestiere. Sostiene apertamente di essere imparentato con la famiglia reale danese; sebbene successive indagini abbiano dimostrato l'infondatezza di tale asserzione, tale notizia continua a circolare.
Anche grazie al padre, i primi anni di Hans Christian sono ricchi di frequentazioni letterarie e sollecitazioni fantastiche. Egli gli legge sovente brani di commedie di Ludvig Holberg e racconti tratti da Le mille e una notte. Di conseguenza, il bambino passa gran parte del tempo a mettere in scena spettacoli in un suo teatrino delle marionette; spesso si tratta di opere teatrali dello stesso Holberg, Shakespeare e altri autori, imparate a memoria oppure completamente create da lui: spinto dalla passione per la lirica cantata in lingua tedesca, idioma che il giovane Andersen non conosceva, allestiva spettacoli in una personale lingua inventata. La madre, dal canto suo, asseconda questo tipo di rapporto e, pur essendo analfabeta, intrattiene spessissimo il figlio con racconti popolari e narrazioni di leggende tradizionali. Forse ancor più del padre, crede nelle possibilità del figlio, ritenendolo segnato dal destino: probabilmente, soprattutto in ragione della profezia di una vecchia strega del paese che le ha predetto: «Un giorno Odense si illuminerà a festa per ricevere tuo figlio». Andersen è a conoscenza di questa fausta predizione. In questi anni (1810-1811), Andersen frequenta scuole materne private (pogeskoler), destinate soprattutto ai piccoli di famiglie ebree, una condotta da Marie Raaschou e l'altra da Fedder Carstens.

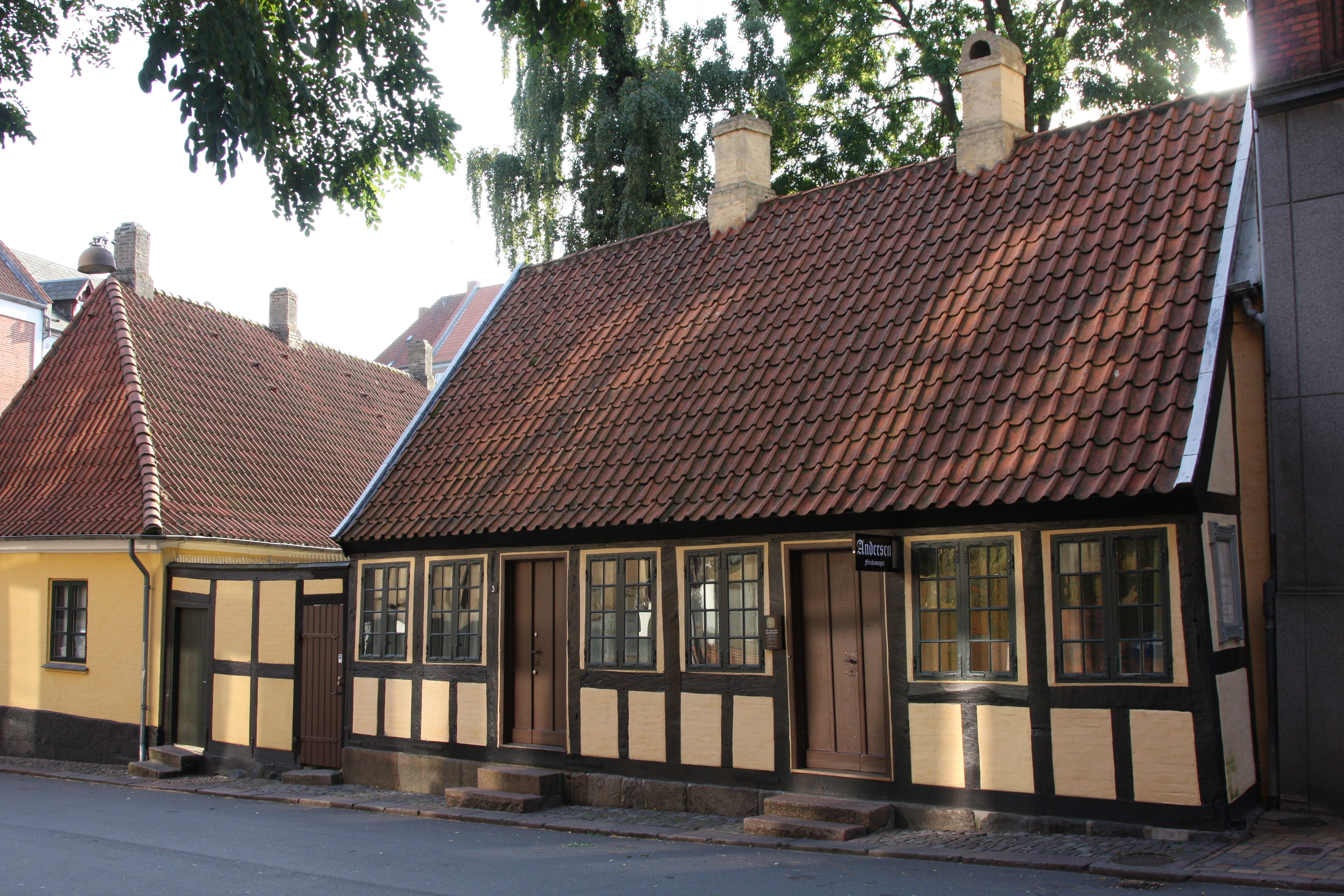
La casa di Andersen da bambino.

In cerca di fortuna e con l'aspirazione a diventare tenente, il padre abbandona tuttavia la famiglia per arruolarsi nell'esercito e prendere parte alle campagne militari di Napoleone, di cui all'epoca i danesi sono alleati. Ne torna gravemente ammalato e nel 1816 muore. A soli undici anni Andersen rimane pertanto orfano, mentre la madre vedova (si risposerà in breve) comincia il mestiere di lavandaia, diventando ben presto alcolista. Hans cresce dunque lasciato pienamente a se stesso, imparando stentatamente a leggere e a scrivere durante le scarse e brevi esperienze scolastiche, soprattutto nelle scuole di carità della città natale. Spinto da un'indole schiva e pervaso di una sensibilità accesa e morbosa, raramente frequenta i propri coetanei, preferendo restare sdraiato in solitudine all'ombra dell'"unico cespuglio di uva spina" nel cortile di casa o seguendo i ruscelli, aggirandosi per la campagna (vedi la fiaba de Il brutto anatroccolo), fantasticando in assoluta libertà. Spesso si ferma ad ascoltare le storie popolari, le fiabe, le leggende che le vecchie dell'Ospizio di Odense amano raccontarsi tra loro, e ne rimane colpito e incantato.
Una volta cresimato nel 1819, all'età di 14 anni, il ragazzo decide di lasciare Odense e di trasferirsi a Copenaghen in cerca di migliori opportunità di vita e, come ricorda Bruno Berni, con la determinazione a diventare un "grand'uomo": in particolare, con la segreta ambizione di intraprendere la carriera di attore.
Gli studi

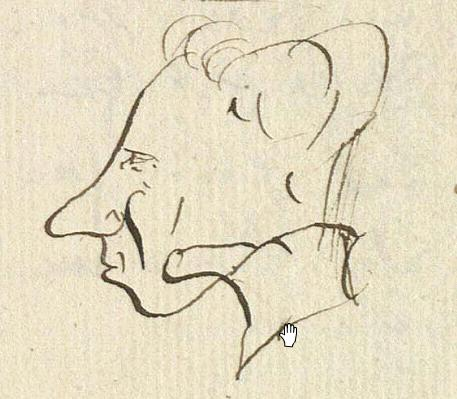
Autoritratto di Andersen (1830 circa).

Il primo direttore di teatro che lo esamina giudica Andersen troppo magro per calcare le scene. Nei primi tempi trascorsi nella capitale, per guadagnarsi da vivere Hans si adatta quindi a fare il garzone di bottega e l'operaio in una fabbrica di sigarette. Fin da allora deve subire le angherie dei compagni di lavoro, che lo perseguitano per il suo aspetto fisico, il carattere introverso e i modi effeminati. Contemporaneamente, non rinuncia, comunque, a cercare di entrare nell'ambiente teatrale come cantante, ballerino o attore. È il tenore italiano Giuseppe Siboni, cantante del Teatro Reale di Copenaghen e futuro fondatore e direttore del Conservatorio, che, trovandoselo davanti in condizioni pietose e con soli 13 talleri in tasca, accetta di fargli un'audizione. Insieme ad altri personaggi influenti, presenti alla prova canora, si adopera per far ottenere a Hans l'ammissione alla Reale scuola di canto e ballo del Teatro Reale Danese come soprano; ruolo che il ragazzo dovrà ben presto lasciare quando il timbro della sua voce cambia.
Il futuro scrittore viene ospitato spesso in casa di Jonas Collin, consigliere e influente uomo pubblico della capitale, nonché direttore del Teatro Reale stesso, che provvede a fargli impartire anche qualche lezione privata di danese, tedesco e latino. Presso di lui, il giovane, che ha modo di entrare in contatto con l'alta borghesia della capitale conosce fortuitamente il re di Danimarca Federico VI, che lo prende in simpatia e lo iscrive a proprie spese alla scuola di grammatica e latino di Slagelse, assegnandogli allo scopo un appannaggio annuale. Hans può dunque cominciare un regolare corso di studi (1822/1828).
Anche nell'ambiente scolastico non si trova, però, a suo agio, soprattutto dopo che la direzione della scuola di Slagelse passa sotto la direzione di Simon Meisling, nel 1825. Quest'ultimo, a titolo "d'incoraggiamento", ha l'abitudine di ripetergli: «sei un ragazzo stupido, non combinerai niente di buono». Si sostiene che fosse affetto da dislessia, in ragione dei numerosi errori ortografici che commetteva, ma molto più probabilmente essi erano dovuti alla frammentarietà della formazione scolastica ricevuta nell'infanzia. In ogni caso, non sono pochi i problemi che deve affrontare nel periodo di formazione. Quasi tutti lo giudicano svogliato e introverso, divenendo oggetto di scherno da parte degli altri allievi.
In particolare, sul forte disagio del ragazzo influisce, però, la rigida disciplina vigente nei diversi collegi, così in contrasto con la piena libertà senza costrizioni a cui fino ad allora era stato abituato, oltre ai metodi di insegnamento e, ancor più, l'umiliazione di essere circondato da fanciulli molto più giovani di lui. Tutto ciò gli farà successivamente ricordare tale periodo come «un solo, lungo supplizio». Quando nel 1826 Meisling diviene direttore della scuola di teatro di Elsinore, Hans Christian si trasferisce con lui presso questo istituto. Le numerose insistenze presso il suo mecenate Collin fanno alla fine decidere quest'ultimo a riportare il ragazzo a Copenaghen nel 1827, facendogli proseguire gli studi presso istitutori privati. Nel 1828, anche grazie all'interessamento dell'influente personaggio che lo ha "adottato", ottiene l'ammissione all'Università della capitale, presso la facoltà di filosofia.

### Gli esordi

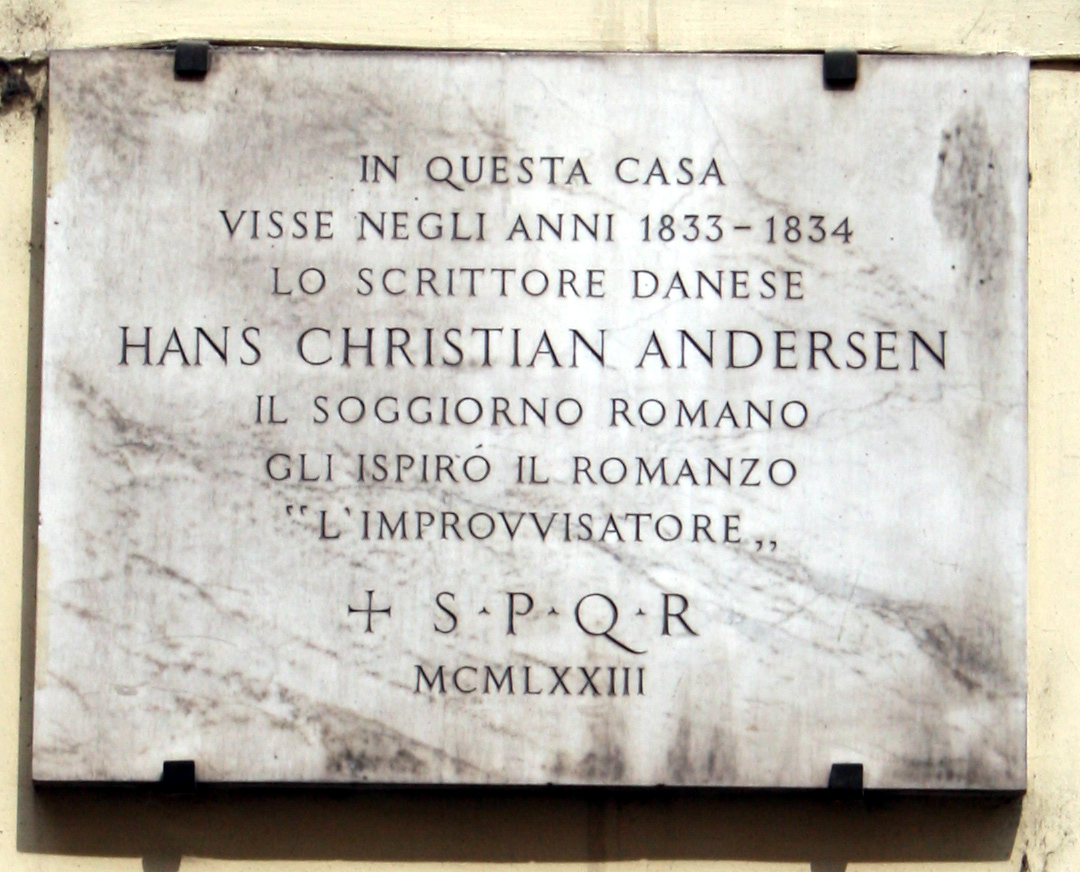
Targa sulla casa del soggiorno romano di Andersen.

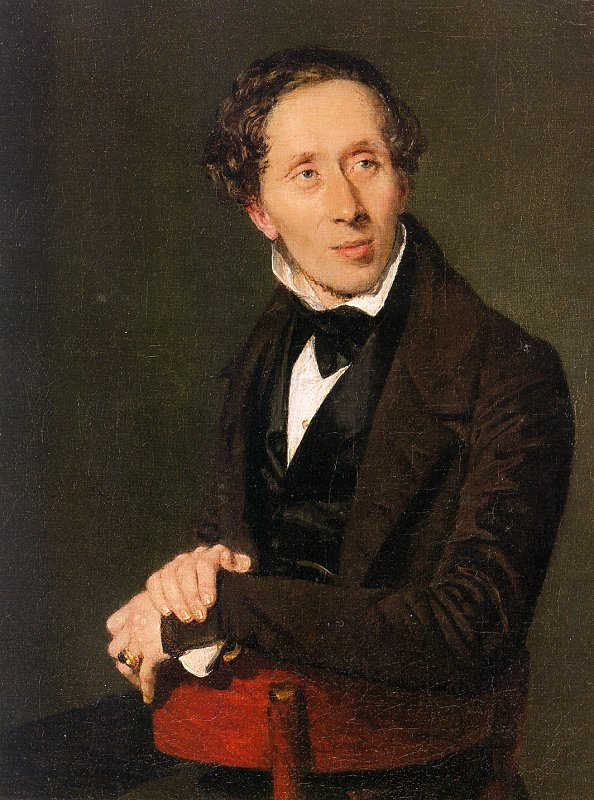
Ritratto di Andersen eseguito da Christian Albrecht Jensen, 1836.

L'attività letteraria di Andersen, piuttosto vasta (le opere complete in lingua danese, pubblicate a Copenaghen tra il 1854 e il 1879, comprendono ben trentatré volumi) comincia, di fatto, alla fine degli anni venti del XIX secolo e coincide sostanzialmente con il termine del periodo di studi. Un collega di teatro di Hans aveva parlato di lui come di un "poeta": spinto dalla sua vocazione artistica, il giovane prende la cosa molto sul serio, indirizzando le proprie energie creative verso la scrittura, divenendo il maggior esponente della cultura letteraria del periodo nel suo Paese.
Gli esordi sono incerti; spesso non chiare nelle motivazioni anche le produzioni immediatamente successive, segnate da una costante ricerca alla scoperta delle vere, personali attitudini, seguendo svariati generi. Tuttavia, la pubblicazione nel 1827 de Il bimbo morente (Det døende Barn) sulla rivista Kjøbenhavnpost, è già accolta favorevolmente da parte della critica, in particolare da Johan Ludvig Heiberg, stella di prima grandezza del mondo letterario di allora. Dopo la pubblicazione di alcune altre singole poesie (nel complesso della sua vita arriverà a scriverne ben 1 024), nel 1829 dà alle stampe il racconto Viaggio a piedi dal canale di Holmen alla punta orientale di Amager (Fodreise fra Holmens Canal til Østpynten af Amager i Aarene 1828 og 1829), nello stile di E.T.A. Hoffmann, esito di un viaggio in Danimarca, sollecitato dal re stesso. Opera acerba, ma accolta con discreto favore sia dal pubblico sia dalla critica. Nel 1830 vedono la luce alcuni vaudevilles, tra cui Amore nella torre di San Nicolao (Kjærlighed paa Nicolai Taarn, eller Hvad siger Parterret, composto nel 1829), seguiti nell'anno successivo da un volume di poesie Digte (Poesie), che fra i diversi componimenti contiene anche Lo spettro o il fantasma (Dødningen), una sorta di balletto (già apparso nel 1830), secondo approccio con il genere fiabesco dopo La campana sommersa (Dykker-Klokken) risalente al 1827.

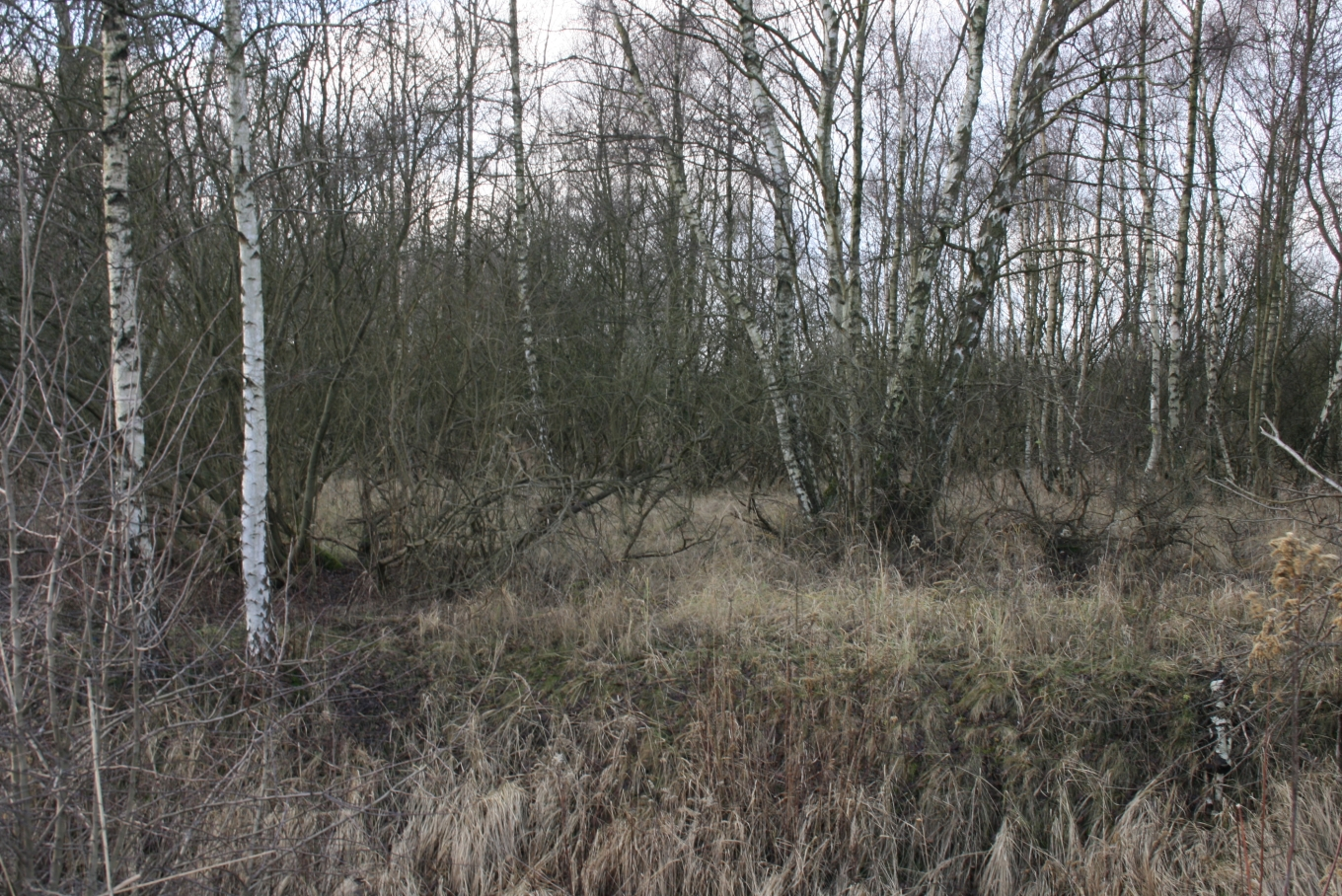
Bosco di betulle sull'isola di Almager.

Sempre del 1831 è la raccolta Fantasie e schizzi (Phantasier og Skizzer). In virtù dell'interessamento di Jonas Collin, lo stesso anno intraprende il suo primo viaggio al di fuori della Danimarca. Al ritorno descrive questa esperienza nelle Silhouettes di un viaggio nello Harz e nella Svizzera tedesca (Skyggebilleder af en Rejse til Harzen og det sachsiske Schweiz), pubblicato nel 1832, affresco vivace e di grande lirismo, spesso di sapore fiabesco, dei luoghi e degli artisti che incontrò in Germania. Escono contemporaneamente due melodrammi La sposa di Lammermoor (Bruden fra Lammermoor) (il romanzo gotico di Sir Walter Scott con lo stesso titolo è del 1819, mentre il libretto d'opera di Salvadore Cammarano per Gaetano Donizetti è soltanto del 1835) e Il corvo (Ravnen eller Broderprøven) (quest'ultimo porta lo stesso titolo del più famoso componimento di Edgar Allan Poe edito nel 1845). A questi, è da aggiungere la pubblicazione dei versi descrittivi in Vignette per poeti danesi (Vignetter til danske Digtere) Il 18 dicembre 1832, vede la luce la composizione poetico-drammatica I dodici mesi dell'anno, disegnati a inchiostro e penna (Aarets tolv Maaneder, Tegnede med Blæk og Pen), diffuso editorialmente nel 1833, strutturata in dodici parti, una per ogni mese dell'anno di cui porta il nome; più simile a una raccolta lirica che al testo di un dramma, nonostante presenti anche dialoghi, essa contiene i versi di Barn Jesus i en Krybbe Laae (mese di dicembre), una canzone che sarà più tardi musicata per pianoforte da Robert Schumann, divenendo un pezzo celebre, molto noto in Danimarca, ma anche nel nord Europa. L'opera è dedicata al sovrano danese Federico VI e viene consegnata personalmente a quest'ultimo dall'autore, che coglie l'occasione per perorare la sovvenzione di un suo già ripetutamente richiesto viaggio nel sud del continente.
Solo nella primavera del 1833, tuttavia, riesce a ottenere una borsa di studio, per affrontare quel Grand Tour tanto desiderato, vero viaggio iniziatico, che lo porterà, dal mese di aprile e fino all'agosto del 1834 in Francia e in Italia. A Le Locle, 1833, scrive il dramma Agnete e il Tritone (Agnete og Havmanden), conosciuto anche come Agnese e l'uomo del mare, che viene dato alle stampe l'anno stesso, mentre a Roma, nel 1834, comincia il romanzo di grande successo L'improvvisatore (Improvisatoren, 1835), completato al rientro in patria, in cui narra dei suoi viaggi in Italia, che gli valse notorietà in tutta Europa. Come scrive Paul Krüger, nel saggio già citato, si tratta di un'opera "un po' convenzionale nella trama e nella concezione, ma ricco di colore e romantica suggestività", dove domina la "freschezza genuina, festosa e confidenziale, quasi di bimbo" e del viaggiatore costantemente pronto a nuove avventure e contento di nuove scoperte, stupito della bellezza del mondo. Analogo afflato si ritrova nell'Album senza figure (Billedbog uden Billeder) del 1840, dove con estrema levità la luna descrive a un pittore le proprie visioni nel suo errare sopra la terra, in particolare durante i pleniluni, quando realtà e sogno sembrano fondersi.

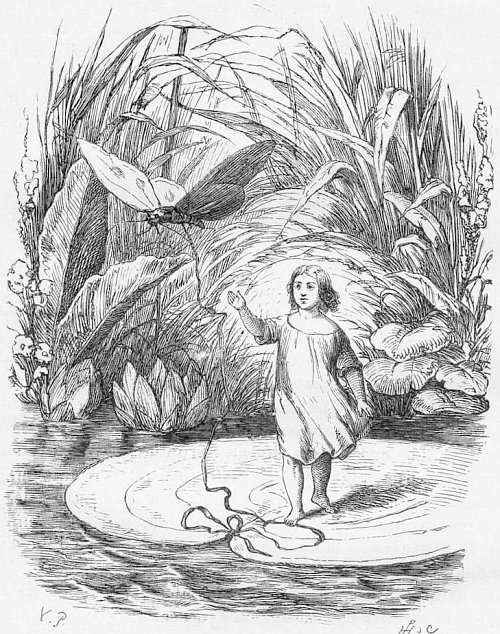
Tommelise (Mignolina) illustrazione di Vilhelm Pedersen.

### Andersen scrittore di fiabe
Già dal 1835 appare la prima pubblicazione di Fiabe (Eventyr), che costituiranno la sua produzione più importante, sebbene non subito riconosciuta come tale. Con cadenza quasi annuale, le pubblicazioni si succedono fino al 1872 (non di rado la prima edizione è in inglese, anziché in danese). L'insieme di queste danno origine a diverse raccolte, le prime due proprio del 1835 dal titolo Eventyr, fortalte for Børn. Første Samling. Første Hefte (Fiabe, raccontate ai bambini. Prima raccolta. Primo tomo, 8 maggio 1835) e Eventyr, fortalte for Børn. Første Samling. Andet Hefte (Fiabe, raccontate ai bambini. Prima raccolta. Secondo tomo, 16 dicembre 1835), che comprendono composizioni uscite nei periodi antecedenti, per un totale di 156 fiabe (numero fissato da Birger Frank Nielsen nella sua celebre biografia dello scrittore Dirgterens danske Værken 1822/1875, 1942); altri cataloghi, più recenti, ne computano 168 includendovi Lykke-Peer (Il fortunato Peer), altri ancora addirittura 212, uniformando alle fiabe in senso stretto, anche composizioni che richiamano soltanto il genere.
Parlando delle fiabe vere e proprie, o tali considerate, le ispirazioni sono diverse: folklore popolare, racconti per l'infanzia, fiabe, novelle tradizionali, dove la materia esistente è a volte lasciata senza modifiche sostanziali (La principessa sul pisello, I vestiti nuovi dell'Imperatore), oppure viene trattata come semplice spunto (la stragrande maggioranza dei casi) e rielaborata sulla base di invenzioni personali (ad esempio La Regina delle nevi, Compagno di viaggio) dando vita, per la prima volta, alla fiaba d'autore, propriamente intesa, o per meglio dire contemporanea. «La cosa che egli crea e che non esisteva prima di lui (…) è la fiaba nata dall'incontro diretto tra uno scrittore e il suo pubblico, nel quale la fiaba tradizionale non agisce da modello (sono scomparsi i maghi, le fate, le streghe), ma solo da pretesto che si allontana». Tralasciando Charles Perrault, e la novellistica di corte del Sei-Settecento, oltre alla fiaba d'arte romantica (Ludwig Tieck, Novalis, Clemens Brentano, Achim von Arnim, Bettina Brentano e altri) gli autori di fiabe che, a quest'ultimo proposito, vengono più spesso accostati sono i due fratelli tedeschi Jacob e Wilhelm Grimm e Andersen.

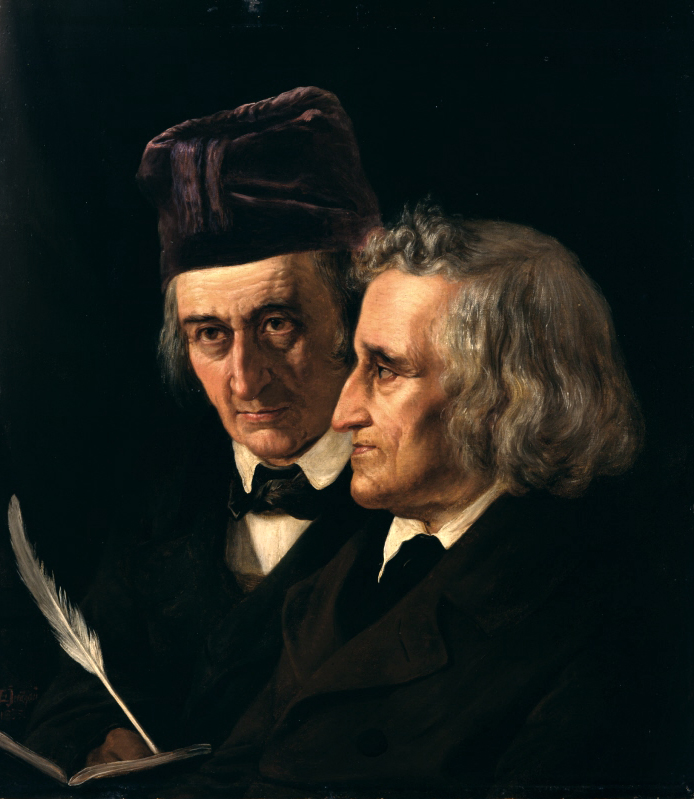
Ritratto dei fratelli Grimm (Wilhelm a sinistra e Jacob a destra), eseguito da Elisabeth Maria Anna Jerichau-Baumann nel 1855.

Tuttavia, la novità di quest'ultimo, e volendo il "limite", rispetto ai primi, come scrive Gianni Rodari risiede nel fatto che «le fiabe dei Grimm scendono, o salgono, dalla più lontana preistoria, diciamo all'ingrosso indoeuropea: quelle di Andersen nascono nella storia e nella letteratura direttamente, quasi tutte senza aver prima attraversato millenni e frontiere per incarnarsi nella lingua danese (…).

I Grimm raccolsero le loro fiabe dalla bocca del popolo tedesco, in un particolare momento del Romanticismo (…) Andersen raccontò qualcuna delle fiabe ascoltate da bambino, nella libera traduzione della sua memoria: il "corpus magnum" delle sue fiabe se lo è tirato fuori, pagina per pagina, dalla sua fantasia e dalla sua vita. Il racconto è suo, quello che importa è il ricordo personale: anche l'elemento, lo spunto tradizionale si piega alla sua esperienza. Molti dei racconti, infatti, traggono origine da episodi di vita vissuta: la danzatrice de Il tenace soldatino di stagno è probabilmente la trasfigurazione di quella che derise da giovane Andersen per i suoi modi sgraziati e le sue continue lettere di raccomandazione. Cinque in un baccello trae spunto dalla memoria di un vaso di legno in cui erano piantati un aglio e un'unica pianta di pisello davanti alla casa dello scrittore bambino, così come da un litigio con l'amica Henriette Wulff si ispira il satirico La principessa sul pisello o, alla deformità della stessa bimba, il bonario racconto di Mignolina». K. A. Mayer in un suo articolo, ritagliato e citato dallo stesso scrittore danese nella sua autobiografia, sostiene che «al suo culmine la fiaba di Andersen colma la lacuna tra la fiaba dell'arte romantica e il racconto popolare quale è stato raccolto dai fratelli Grimm (…)» e si tratta di una «fiaba (…) portatrice di pensiero». La forza innovativa del genere, da parte di Andersen è sottolineata anche da Knud Ferlov che rileva la capacità di far convivere sperimentazione e tradizione nei racconti, con riferimento particolare alla lingua. Fortemente sconveniente venne giudicata dall'ambiente accademico, ma anche dagli ammiratori, l'introduzione, ad esempio, della lingua parlata in ambito letterario, spesso non curandosi dei legami sintattici, o addirittura sostituendo alle parole, suoni e voci sconclusionati.
Al contempo, in questo apparente caos linguistico (e grazie proprio anche a esso), traspare il profondo spirito popolare danese, definito lune, un insieme di bonomia, modestia, di allegria e monelleria, di fierezza ingenua, caratteristico della terra natìa di Andersen, in cui dominano le sfumature. Stupefacente e innovativo rimane, in ogni caso, l'approccio, da uomo disincantato, ma al contempo fiducioso, pervaso di un candore infantile nell'abbandono alle proprie sensazioni ed emozioni. Andersen crede in ciò che magicamente si anima nelle trame che viene creando, sorridendone, ma ugualmente convinto della loro "possibile" esistenza in un mondo governato, in fondo, da una benigna volontà provvidenziale.

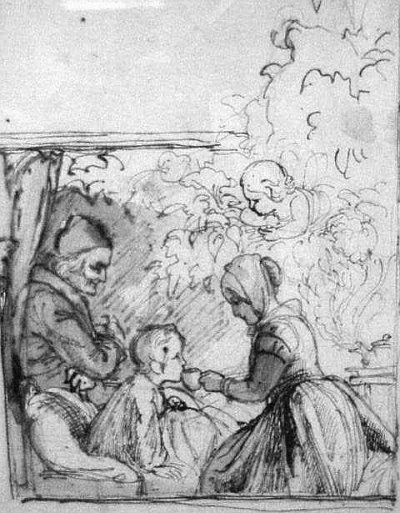
Illustrazione di Lorenz Frølich per Madre Sambuco.

«Andersen scopre nuove sorgenti del meraviglioso (…), non si deve equivocare con prodotti artigianali e surrogati quali la novelletta edificante, il raccontino didascalico o moralistico, insomma quella che viene chiamata (…) letteratura pedagogica». Il poeta danese ci dona un tipo di fiaba utile alla formazione della mente, di una mente aperta in tutte le direzioni: una leva fondamentale per l'educazione di un uomo, che non sia solo un esecutore ordinato e limitato, un consumatore facilmente plasmabile e pedissequamente subalterno.
«Al di là del contenuto immediato e dell'ideologia di cui possano essere di volta in volta portatrici» ci aiutano a conformare criticamente la mente e ad affrontare la realtà con occhio spregiudicato: «di inventare dei punti di vista per osservarla, di vedere l'invisibile, come lo scienziato vede le onde elettromagnetiche dove nessuno aveva mai visto nulla; insomma, proprio come Andersen vede un'intera storia sulla punta di un ago da rammendo».

### L'ascesa e il raggiungimento della notorietà
Da principio trovano maggior riscontro romanzi come O. T. (il titolo richiama le iniziali del protagonista, Otto Thostrup, ma anche la sigla con cui era noto il carcere minorile di Odense - Tugthus Odense/Riformatorio di Odense) del 1836 o Soltanto un violinista (Kun en Spillemand) dell'anno successivo. Il primo incentrato sulle amarezze e la profonda solitudine del protagonista, diviene anche occasione per raccontare, su uno sfondo comunque rilevante, le trasformazioni della società danese e i travagli dei movimenti liberali e democratici in Europa. Nel secondo, si racconta la storia di due ragazzini che, innamorati fin dall'infanzia, ma costretti a separarsi, continueranno a cercarsi per tutta la loro vita. Il protagonista è un grande sognatore, sopraffatto dalle spietate regole del mondo degli adulti. Entrambe le opere, verranno tradotte in breve tempo in numerose lingue europee. Nello stesso anno, il 1837, appare sulla "Revue de Paris" una sorta di biografia dello scrittore danese, curata da Xavier Marmier, intitolata Une vie de poète che, ripresa in vari Paesi, contribuisce non poco alla diffusione della notorietà di Andersen in Europa. Intensa è l'attività per il teatro di questi anni. Nel 1838, lo scrittore riesce finalmente a vedersi riconosciuto un vitalizio come letterato, che gli consente di non scrivere più per necessità economiche. Del 1840, le opere teatrali, destinate però all'insuccesso, Il mulatto (Mulatten), La ragazza mora (Maurerpigen) e Una commedia in verde (En Comedie i det Grønne).

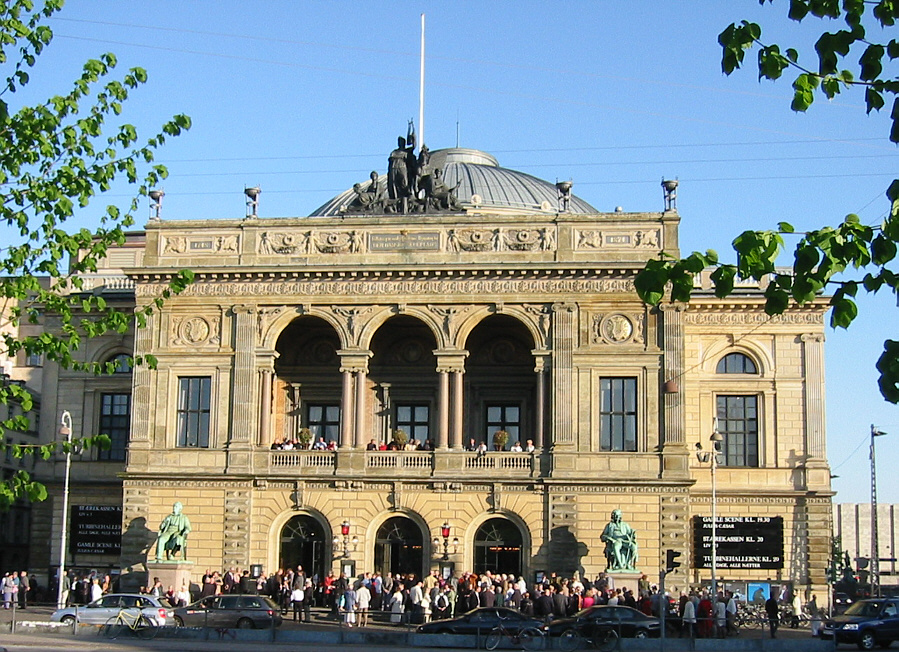
Il Teatro Reale a Copenaghen.

Con il desiderio di recarsi nuovamente all'estero, mai sopito fin dal suo ritorno dal precedente viaggio, grazie a un sussidio reale, nel 1840 riesce a partire nuovamente per la Germania, l'Italia, Malta, la Grecia, Costantinopoli, facendo ritorno, durante le rivolte balcaniche, lungo il corso del Danubio, praticamente dal delta fino alla capitale austroungarica. Da Vienna attraverso la Germania raggiunge di nuovo la Danimarca. Le impressioni, di grande interesse culturale, politico ed etnografico, raccolte durante questo soggiorno in paesi stranieri costituiranno il materiale letterario per Il bazar di un poeta (En digters bazar), che uscirà in volume nel 1842.

A metà degli anni 1840 Andersen è già noto in gran parte d'Europa, sebbene abbia ancora difficoltà sociali nella sua Danimarca. In questo periodo torna all'amore di sempre: il teatro. Del 1844 è l'opera teatrale Il re sognatore (Kongen drømmer) e dell'anno successivo la commedia di ispirazione fiabesca Il fiore della felicità (Lykkens Blomst). Il 1846 vede l'uscita del libretto d'opera La piccola K. (Liden Kirsten), musicato da Johann Peter Emilius Hartmann, di cui Andersen scriverà una biografia. L'editore londinese della "Literary Gazette", William Jerdan invia allo scrittore danese una lettera con cui lo invita a visitare l'Inghilterra. Andersen gli risponde con calore, entusiasta di poter recarsi in un Paese «la cui letteratura ha così indelebilmente arricchito la mia immaginazione e colmato il mio cuore».

### La visita nel Regno Unito e l'incontro con Charles Dickens
Nel giugno del 1847, Andersen visita il Regno Unito dove ottiene un'accoglienza trionfale. Questo viaggio segna una vera e propria svolta nello sviluppo letterario dello scrittore. Alcuni romanzi e fiabe erano già stati tradotti tra il 1845 e il 1847 in lingua inglese e numerose riviste letterarie britanniche avevano favorevolmente recensito tali opere. Jerdan gli procura numerosi incontri con esponenti del mondo letterario anglosassone, tra cui quello con Charles Dickens che, la prima volta, non riesce ad avere luogo. Quest'ultimo, si premura comunque di far recapitare al danese una copia delle proprie opere con dedica personale. Andersen rimane colpito profondamente e favorevolmente da Londra, paragonandola, per fascino, solo a Roma («Londra con le sue giornate frenetiche, Roma con le sue notti di silenzio»), sebbene nel suo diario non manchino annotazioni circa le condizioni miserabili in cui le classi meno abbienti sono costrette a vivere. L'incontro con l'autore de Il Circolo Pickwick è tuttavia, solo rimandato. Esso avviene nel mese di agosto a Ramsgate, presenti i familiari dello scrittore inglese. Da questo scaturisce una profonda amicizia tra i due uomini che darà vita a un intenso, seppur irregolare, scambio epistolare per oltre un decennio, oltre che a un ulteriore incontro a Londra nel 1857.

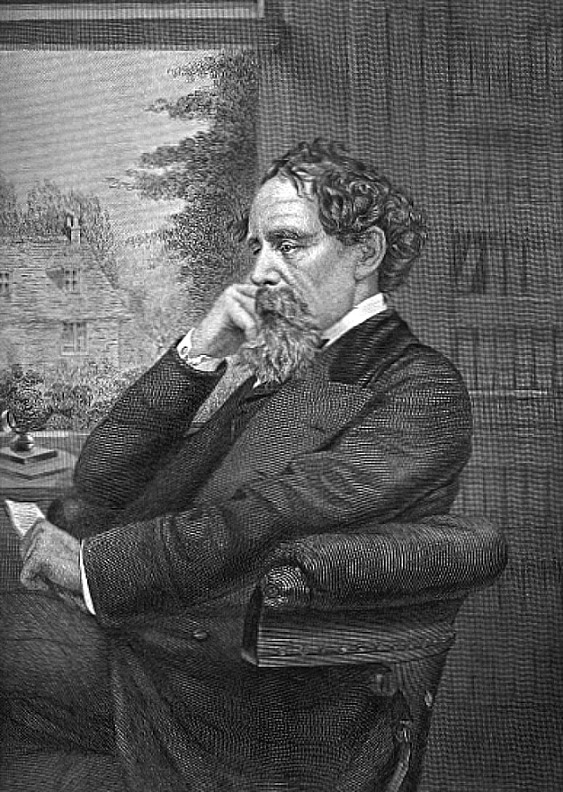
Ritratto di Charles Dickens (dalla Portrait Gallery of Eminent Men and Women in Europe and America - Galleria di ritratti degli uomini e delle donne famose in Europa e America - di E.A. Duyckinck.

Il poeta danese scrive, parlando del momento in cui i due si lasciarono: (Dickens) «era partito da Broadstairs per salutarmi, e indossava un abito verde sdrucito e un kilt scozzese colorato in modo allegro, di un inglese elegantissimo. È stato l'ultima persona a stringermi la mano in Inghilterra e ha promesso di scrivermi. Mentre la nave si allontanava dal porto, riuscivo ancora a vederlo: credevo se ne sarebbe andato via molto prima! Agitava il cappello e alla fine ha anche alzato una mano verso il cielo. Mi chiedo se volesse dirmi: ‘ci rivedremo lassù!’. Il soggiorno britannico, grazie ai buoni uffici di Richard Bentley, già editore delle opere del danese in Inghilterra, che gli permette di stringere importanti accordi editoriali, apre definitivamente ad Andersen le porte del mercato anglosassone, che rappresenterà, da quel momento in avanti, uno dei punti di riferimento all'estero per la sua produzione, insieme con quello statunitense. Un rapporto, quello con il mondo letterario e editoriale inglese, che sarà comunque segnato da non poche difficoltà e incomprensioni. Nella raccolta di fiabe uscita quell'anno (Nuove fiabe. Secondo volume. Prima raccolta - Nye Eventyr. Andet Bind.Første Samling) Andersen inserisce una dedica speciale per lo scrittore inglese: «Sento un desiderio, una bramosia di radicare in Inghilterra la prima fioritura del mio giardino poetico quale augurio natalizio: ed è grazie a te, mio caro, nobile Dickens che coi tuoi libri mi sei stato amico prima di conoscerti». Nello stesso anno esce la stesura definitiva del dramma Ahasverus (Assuero).

### La maturità
Nel 1849 esce il romanzo Le due baronesse (De to Baronesser/The two Baronesses). Riguardo a quest'opera riceverà una lettera appassionata da Dickens, che aveva avuto una copia dedicata del libro in inglese: «Mia moglie e i ragazzi insistono perché ti saluti tanto, e siamo tutti ansiosi di sapere quando ci allieterai con un nuovo libro. Siamo gelosi di Stoccolma e siamo gelosi della Finlandia, e ci ripetiamo che tu dovresti stare a casa, a casa e in nessun altro posto! (Eccetto l'Inghilterra, naturalmente, in cui ti accoglieremmo con tutto il cuore). A casa con una penna in mano e un bel plico di fogli bianchi davanti a te». Altri vaudevilles, di motivo fiabesco, come Meer end Perler og Guld, Ole Chiudigliocchi (Ole Lukøje) o Madre Sambuco (Hyldemoer) caratterizzano la produzione della fine degli anni quaranta e degli inizi degli anni cinquanta. A quel periodo risalgono le due commedie (1850) La nuova camera della puerpera (Den nye Barselstue) e Una notte a Roskilde (En Nat i Roeskilde). Da ricordare ancora il romanzo filosofico Essere o non essere (At være eller ikke være) del 1857. Tra gli episodi di maggior rilievo vi è il secondo soggiorno in Inghilterra di Andersen su invito di Dickens nel luglio 1857, a seguito del quale l'amicizia tra i due si raffredderà non poco, almeno da parte dell'inglese (ricordato in Una visita a casa di Charles Dickens d'estate. 1857-Et Besøg hos Charles Dickens I Sommeren. 1857-, edito nel 1860).

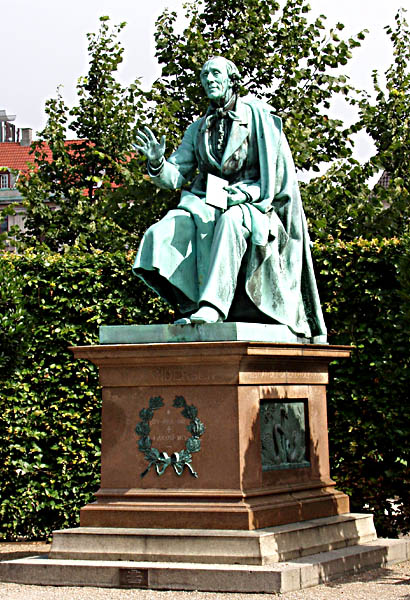
Monumento ad Andersen di August Saabyes (1877) nel Parco Reale, Rosenborg, Copenaghen.

Pare che l'invito fosse per un breve periodo, ma Andersen si fermò presso l'abitazione dello scrittore, Gad's Hill, per oltre sei settimane, fino al mese di agosto. Questo fatto influì negativamente sul giudizio complessivo che l'ospite britannico si era fatto del danese, ridimensionando la sua stima incondizionata. «L’ipersensibilità di Andersen e la sua necessità di attenzione, come ospite e straniero, provocarono infatti non pochi disagi alla famiglia Dickens. E soprattutto non poche incomprensioni. Dickens aveva garantito che durante quell'estate sarebbe stato libero e a completa disposizione per il suo ospite, ma fu invece indaffaratissimo fra la stesura de La piccola Dorritt e numerose altre attività. Il temperamento di Andersen, d’altra parte, era effettivamente delicatissimo. E alcune recensioni a articoli sprezzanti su di lui, che gli pervennero in quelle giornate complicarono di più il suo stato d'animo».
Al termine di quel soggiorno Dickens, che si era dato da fare per presentare Andersen nei circoli letterari e teatrali londinesi più esclusivi, superando non poche difficoltà anche linguistiche, scrisse: «(Andersen) ci fa passare pessimi momenti. Sono persino arrivato alla convinzione che non parli come si deve neppure il danese. Almeno è ciò che sostiene la sua traduttrice, e sarebbe in grado di giurarlo di fronte a un giudice». Si sostiene addirittura che lo scrittore inglese si sia ispirato ad Andersen per creare la spregevole figura di Uriah Heep, nel celeberrimo romanzo David Copperfield, edito tra il 1849 e il 1850. Tuttavia, il disincanto dell'inglese per Andersen risale a molti anni dopo la pubblicazione del romanzo (momento in cui le affinità tra i due raggiungono invece vertici quasi idilliaci) e tale connessione non sembra probabile. Il danese, viceversa, dopo aver lasciato l'ospite britannico gli scrive: «Dimentica, amico, il lato oscuro di me che la troppa vicinanza potrebbe averti illuminato. Vorrei tanto vivere nel ricordo di una persona che ho amato come un amico e un fratello».
Per parte sua, Andersen rimarrà affettivamente, sebbene univocamente, legato a Dickens fino alla morte di quest'ultimo (1870), tanto da annotare nel proprio diario il giorno della scomparsa dello scrittore: «La sera del 9 giugno - ho letto - Charles Dickens è mancato. Non ci rivedremo mai più su questa terra. Non avrò mai una spiegazione sul perché non abbia risposto alle mie lettere». Tra il 1853 e il 1863, scriverà inoltre ben sette opere teatrali. In riferimento allo stesso periodo, non sono poi da trascurare i numerosi resoconti di viaggi: in tutto lo scrittore ne affrontò probabilmente una quarantina, anche fuori dall'Europa, (almeno 29 sono documentati) tra cui In Svezia (I Sverrig) del 1851, In Spagna (I Spanien) del 1863 e Una visita in Portogallo (Et Besøg i Portugal) del 1866. Si tratta di racconti atipici, che coniugano brani di tipo documentaristico a "excursus" (digressioni, divagazioni erudite) di natura filosofica. In In Svezia sono inserite anche alcune fiabe.

### Gli ultimi anni

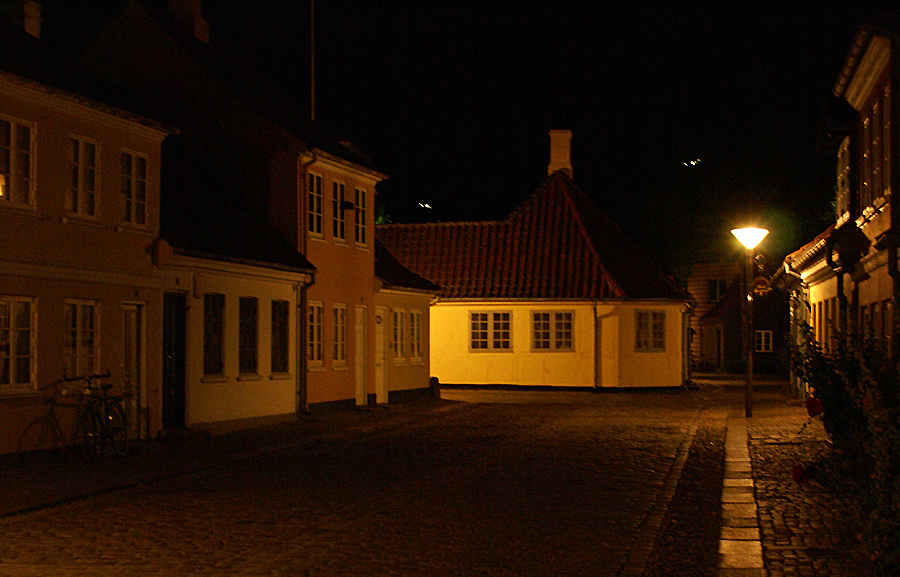
Casa di Andersen a Odense.

Conquistato il successo, Andersen continua a scrivere moltissimo, anche per il teatro, sebbene un numero notevole di opere usciranno dopo la sua morte. Inoltre, non recede dal viaggiare, producendo diversi resoconti. La sua già citata autobiografia La fiaba della mia vita (Mit Livs Eventyr, uscita in due volumi nel 1855 in lingua danese, che riprende anche Das Märchen meines Lebens ohne Dichtung redatta nel 1847), vede un seguito con La storia della mia vita (The story of my life, edita in inglese, nel 1871). A essa si aggiunge una continuazione Fortsœttelse che riguarda il periodo 1855-1867, pubblicata postuma a cura di Jonas Collin, nel 1877. L'ultima Ricordi (Levnedsbog), incompiuta, esce anch'essa dopo la morte dello scrittore, nel 1926. Nel 1866 viene nominato consigliere di Stato e nel 1867 diviene cittadino onorario di Odense. Riconosciuto dalla critica, in particolare da Georg Brandes, come vero rinnovatore del genere fiabesco, si reca per ben due volte all'Esposizione Universale di Parigi (visita riecheggiata poi nella fiaba La Driade). In questo periodo alcune fiabe e raccolte di fiabe approdano sul mercato librario e sulle riviste letterarie statunitensi, grazie all'interessamento dello scrittore per l'infanzia ed editore newyorkese Horace Eliash Scudder. Quest'ultimo gli riconosce il più alto compenso mai ricevuto dall'estero per la pubblicazione delle sue opere, una cifra equivalente a circa 450 sterline, oltre a tributargli il titolo di "grande maestro", pur essendo egli stesso un noto scrittore di libri per l'infanzia.

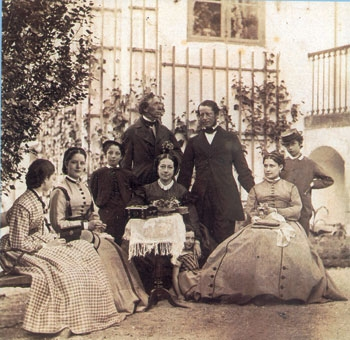
Andersen (terzo da destra) fotografato da Israel Melchior a Copenaghen nel 1867.

Oltre alle autobiografie, Andersen tiene un diario, redatto quotidianamente nel corso di gran parte della sua vita, e composto da ben 12 volumi. Notevole l'epistolario con molti personaggi del suo tempo, tra cui il pittore connazionale Hans Andersen Brendekilde, suo lontano parente.

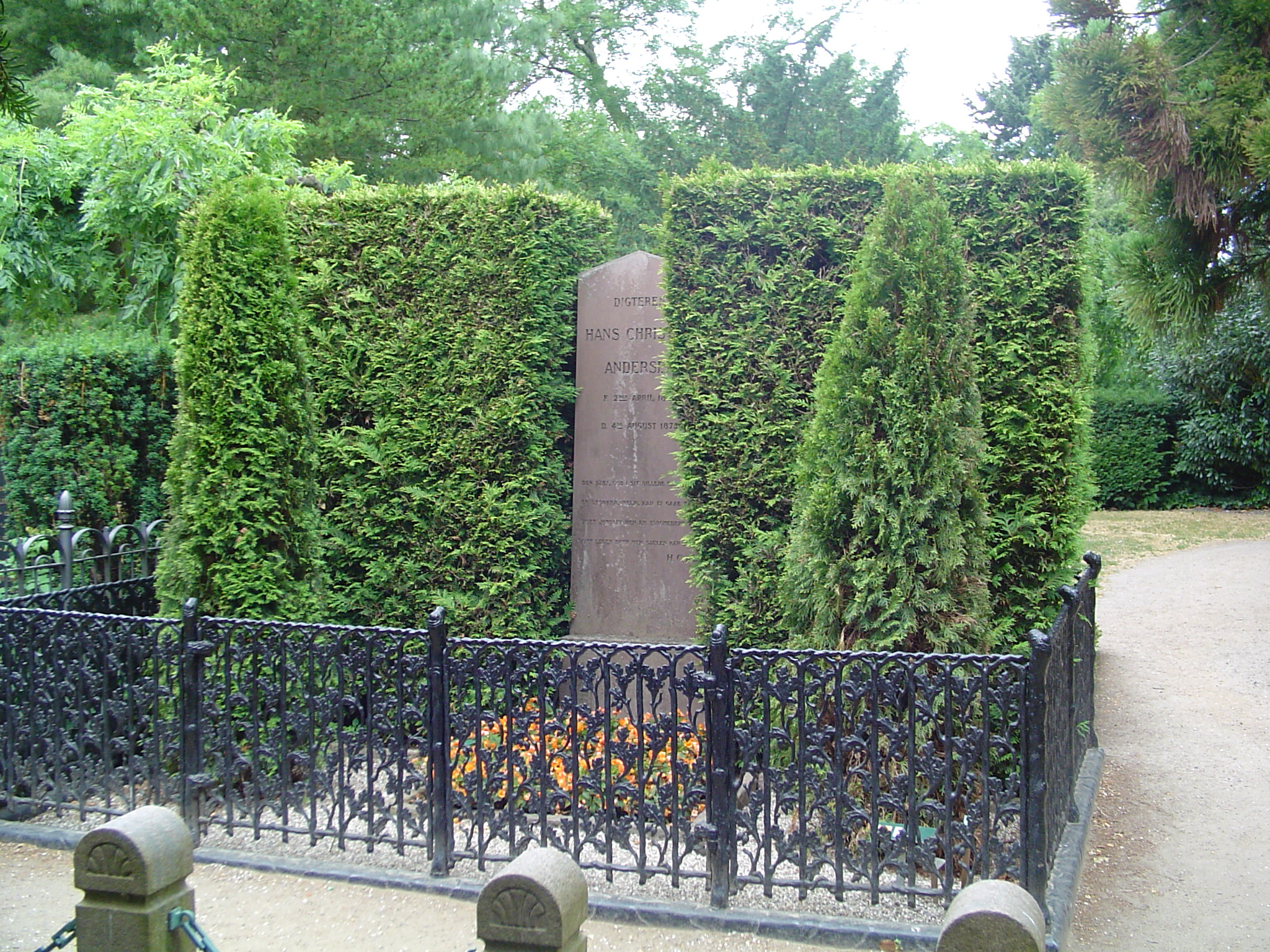
Tomba di Andersen nel giardino del Cimitero dell'Assistenza, Copenaghen.

Nel 1870 scrive il suo ultimo romanzo Peer fortunato (Lykke-Peer), ritornando a uno dei temi a lui cari ossia il giovane povero e geniale destinato al successo, ma piegando il finale a un momento eroico: il protagonista è stroncato da un infarto, mentre canta in un'opera da lui composta. Come sottolinea Bruno Berni, una morte «nella gioia della vittoria, come Sofocle ai giochi olimpici, come Thorvaldsen a teatro, ascoltando una sinfonia di Beethoven». Nonostante il prestigio e il successo delle sue opere, Andersen versa in condizioni di semi indigenza economica. Numerosi i sostegni in denaro che gli arrivano dalla Danimarca, dagli Stati Uniti e da altri paesi europei. Pur commosso dalla solidarietà dei lettori, dichiara: «Non posso accettare alcun dono che provenga da altri individui. Diversamente, anziché sentimenti di orgoglio e gratitudine, proverei umiliazione».
Nella primavera del 1872, Andersen cadde dal letto facendosi molto male. Non si riprese mai del tutto. A testimonianza del perdurare anche in vecchiaia di una sensibilità instabile e contraddittoria nello scrittore, in una lettera del 1873, indirizzata a Edward Collin, Andersen annoterà: «È meraviglioso avere degli amici a questo mondo, amici come quelli che ho io», alla fine dello stesso anno, in un altro scritto, si esprimerà così: «Non vedo progresso, non vedo futuro. Se la vecchiaia è questo, è terribile». Nel 1874 posa per una scultura che gli viene eretta, fra molte polemiche, ancora in vita. Per il suo settantesimo compleanno gli vengono tributati onori da tutto il mondo da parte dei suoi lettori. Poco prima di morire, pare che chiese bizzarramente alla signora Melchior, presso cui alloggiava, di tagliargli un'arteria dopo morto e di far incidere sulla sua lapide l'epigrafe: «Non sono morto davvero». Andersen spira il 4 agosto 1875, in pace, in una casa chiamata Rolighed (letteralmente: quiete), di proprietà della famiglia Melchior appunto, agiati commercianti suoi amici, nei dintorni di Copenaghen. Il suo corpo viene deposto nel cimitero retrostante la chiesa dell'Assistenza nell'area della capitale danese nota come Nørrebro.

## I temi principali delle opere

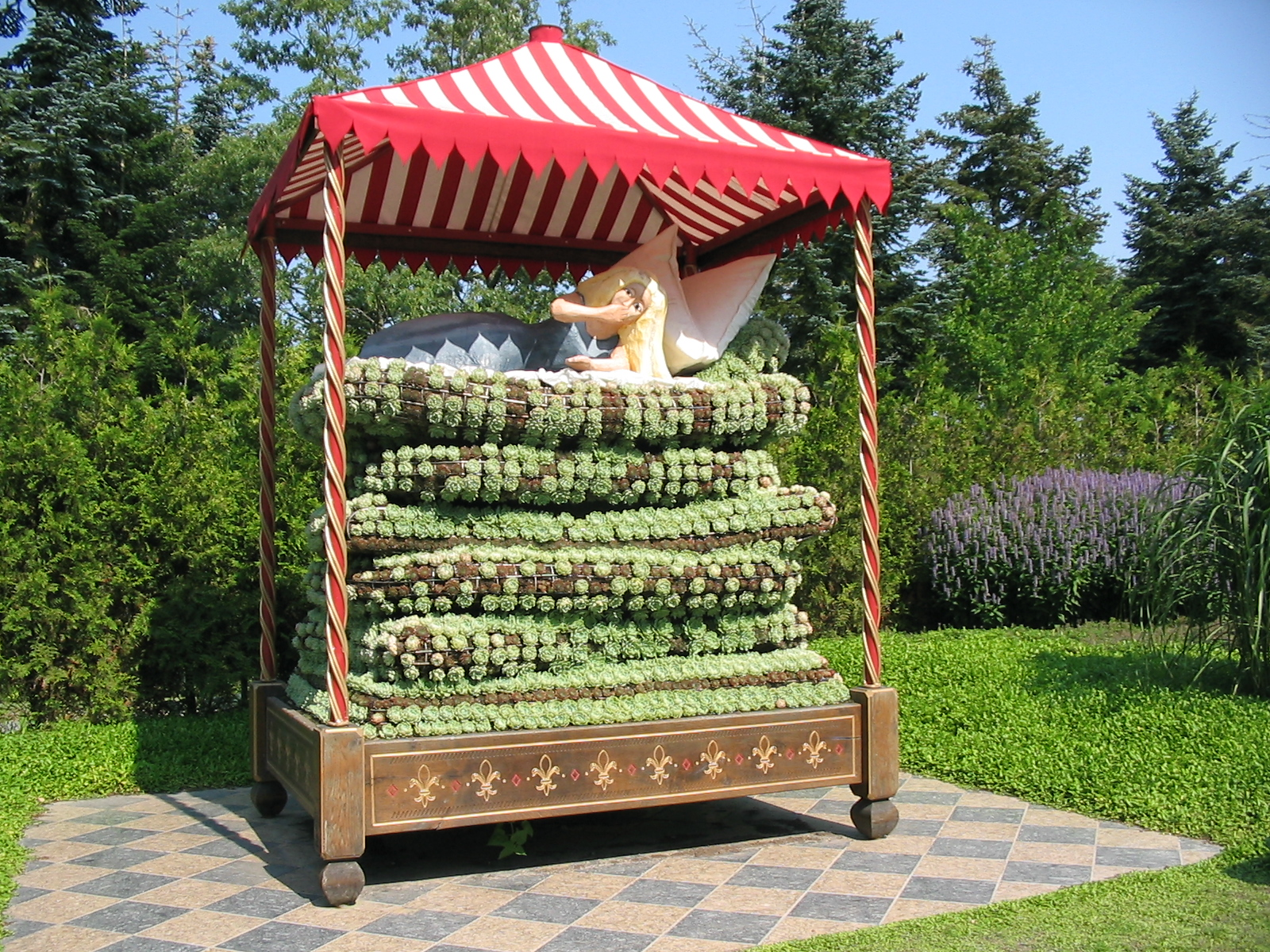
Rappresentazione de La principessa sul pisello nel parco tematico di Jesperhus.

### Il "diverso"
È piuttosto evidente che le molteplici esperienze giovanili (non ultima quella scolastica) siano correlabili alla maturazione del tema del "diverso" che lotta per essere accettato, centrale nell'opera dello scrittore danese, come si riscontra, ad esempio, ne Il brutto anatroccolo.
Un'altra delle ragioni principali per cui Andersen si sente emarginato e rifiutato è da far risalire, senza meno, al modesto aspetto fisico (poco attraente, è alto un metro e ottantacinque, dinoccolato e si dice porti scarpe tra il numero 47 e il numero 50) e ancor più nelle sue inclinazioni sessuali. Si innamora, tra gli altri, del giovane Edvard Collin a cui scrive: «i miei sentimenti per te sono quelli di una donna, la femminilità della mia natura e la nostra amicizia devono rimanere un mistero». Un passo del suo diario ci informa come Hans Christian avesse deciso, già in giovane età, di non avere rapporti sessuali (rimase per sempre scapolo) né con donne né con uomini. Questa propensione darebbe conto dell'insistente attenzione all'emarginazione sentimentale, un altro dei temi ricorrenti nell'immaginario del poeta, strettamente connesso a quello qui trattato; questa tematica risulta particolarmente evidente nelle fiabe Il soldatino di stagno, La sirenetta e, in particolare, L'uomo di neve, in cui diversi critici letterari hanno letto la delusione di Andersen per l'amore non corrisposto per il ballerino Harald Scharff. Tuttavia occorre, forse, approfondire brevemente il tema, osservando anche da un'altra angolatura il concetto di "differente" che pervade l'opera dello scrittore: questo per comprenderne più compiutamente la singolarità e la valenza letteraria, non solo come esito di spiacevoli vicende personali o di orientamenti sessuali articolati, pur da considerarsi una costante alla radice della sua ispirazione nonché dei suoi comportamenti e relazioni. L'idea del diverso in Andersen rimanda, per molti versi, a quella di "non collocato o non collocabile", riferito a qualcuno che ineluttabilmente, per sua natura, non può trovare il proprio posto nella realtà che lo circonda, come "sospeso" tra due mondi a nessuno dei quali può appartenere appieno.

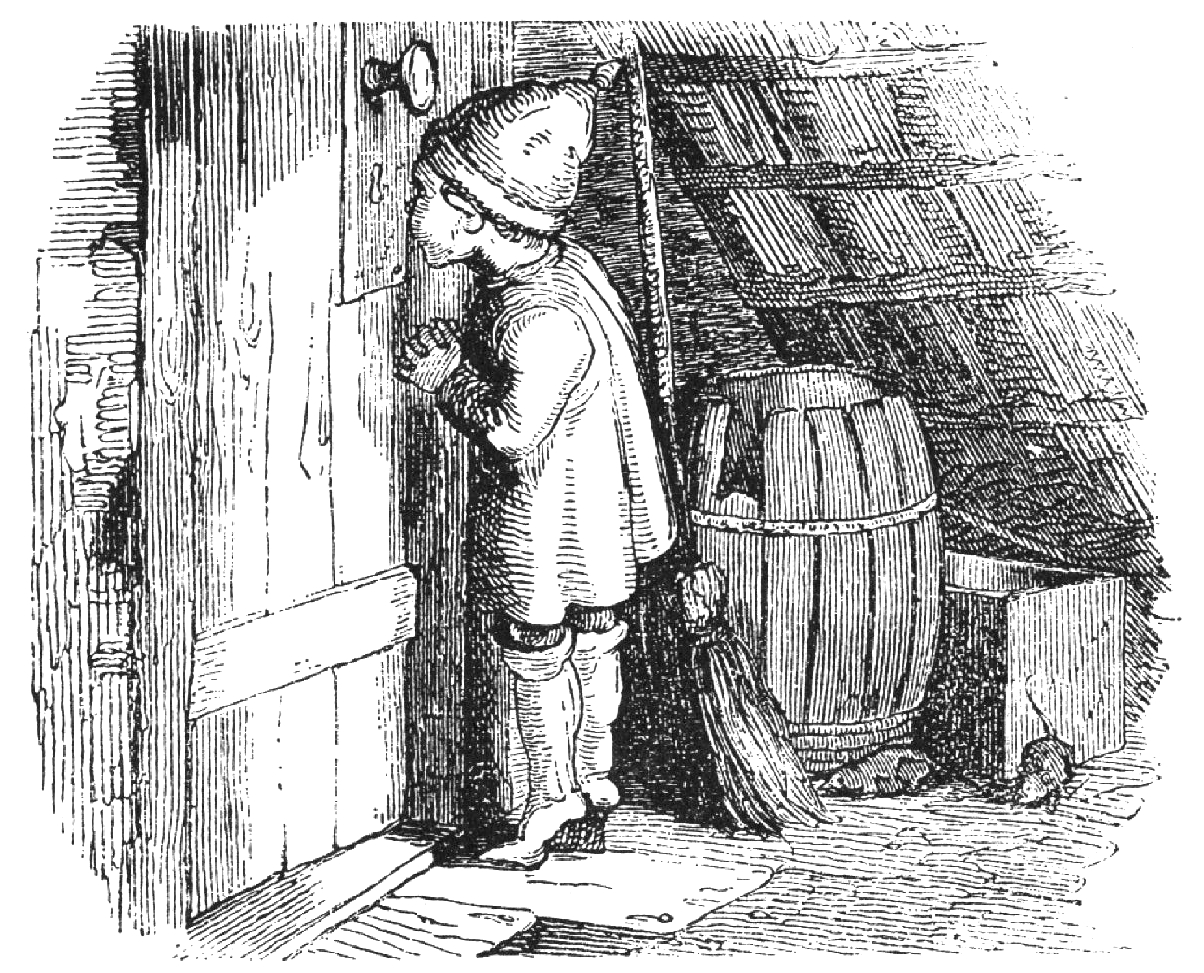
Illustrazione di Vilhelm Pedersen per una fiaba di Andersen.

In fondo, anche il "lieto fine" dei racconti, quando compare, suona ambiguo, quanto meno volutamente duplice per il pubblico dei ragazzi e quello degli adulti: la gioia dell'anatroccolo mutato in cigno induce piuttosto il lettore a riflettere se la vera felicità del protagonista non risiedesse piuttosto nella sua vita precedente, quando nuotava nel fango a contatto con la più profonda essenza della natura, anziché nel superbo, appagante distacco della sua nuova condizione. Allo stesso modo, in cui ambivalenti sono, all'occorrenza, gli "infelici" finali: edificante, e in ultima analisi tranquillizzante, è la morte drammatica la notte di Capodanno della "piccola fiammiferaia" che consuma a uno a uno i suoi cerini per scaldarsi le mani, i quali le procurano, per converso, visioni straordinarie in cui la nonna la chiama in Paradiso. Più di un critico ha trattato questo aspetto, dandone un'interpretazione di natura "ideologica", quale esito di una visione cristiana intrisa dei "buoni sentimenti" tipici della morale di una borghesia in ascesa, fiduciosa, ottimista, sicura di sé «a cui nessuno aveva ancora svelato con la critica la sua ipocrisia». Ancora in relazione a "La piccola fiammiferaia", ma per esteso alla produzione fiabesca di Andersen, un'osservazione di Luigi Santucci: (il bimbo che legge) «assomma al suo ottimismo anche una fiducia finale, la certezza di un paradiso che non afferra bene in cosa consista, ma che comprende vada conquistato con un mansueto amore alla propria condizione. Ed è l'avvento di uno dei più preziosi sentimenti per vivere la vita (…) appunto una persuasione alla vita, un fornire sentimenti atti a conservare una felicità che resista ai mali dell'esistenza è il fondo dell'arte anderseniana». Scrive ancora Lina Sacchetti: «la conclusione è sempre vittoria o premio meritati per le qualità morali messe in azione dai protagonisti, oppure è punizione per i loro difetti e le loro colpe, spesso con duplice significato». Osservazioni sicuramente fondate, ma che in qualche modo danno conto, come suggerisce Gianni Rodari, piuttosto della storia letteraria che non dell'essenza dei racconti.
Nei racconti di Andersen si intravedono tratti psicologici di un amore omoerotico, e un livello di introspezione psicologica, che anticipa la psicoanalisi di Sigmund Freud ed in particolare il tema dell'ombra, dal quale trarrà ispirazione anche Franz Kafka.
La Sirenetta si conclude con la promessa della vita eterna in Paradiso per Ariel, dopo 300 anni di buone azioni del principe che lei rifiutò di uccidere.
Il finale fu omesso nella versione animata di Walt Disney, in modo simile a quanto accadde per la favola Il soldatino di stagno.
La maggioranza degli studiosi è concorde nell'escludere che Andersen abbia avuto una qualche forma di rapporti sessuali con un partner maschile o femminile, esprimendosi a favore dell'ipotesi che egli abbia trascorso un'esistenza di solitudine e riflessione, senza contraddire i propri principi morali e cristiani.

### "Il doppio": l'incertezza esistenziale in una "rivoluzione" epocale

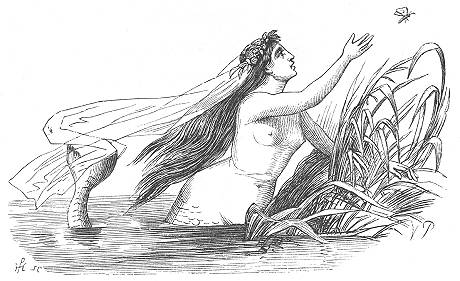
Illustrazione di Vilhelm Pedersen per La sirenetta.

La percezione di "sospensione", di "essere e non essere" nello scrittore danese inclina altresì verso quello di "doppio", in cui pare di poter cogliere il suo convincimento di essere "imprigionato" in una personalità a cavallo tra realtà diverse, senza poter appartenere veramente a nessuna, che non sia quella ideale ove si realizza l'unione tra poesia e natura. Questo luogo ideale è il gioco letterario. «Andersen è lo spirito del gioco. Gioca con le vecchie fiabe, gioca a inventarne di nuove, gioca a scoprire fiabe dappertutto, in chiunque gli passi accanto». E il gioco è per sua natura fluido, risponde totalmente solo alla fantasia, con le sue "leggi" (gli oggetti quotidiani a cui fanno riferimento i racconti sono soltanto la materia prima grezza da utilizzare), ma in una metamorfosi completa, senza residui, in cui l'impronta ideologica è mero aspetto contingente. Una dimensione appagante, che permette, prima ancora che al lettore, all'autore stesso di moltiplicare la propria libertà, senza vincoli identificativi. In questa logica meglio si comprende anche il senso della morte e della vita dello scrittore danese, non solo collegato a una visione cristiana. I due aspetti si compenetrano inscindibilmente, con prevalenza inaspettata, ma naturale, in cui la morte «è un passaggio nero tra due mondi diversamente, ma ugualmente luminosi». Sempre in ordine al ragionamento sul "doppio", come ricorda Johan de Mylius tutta la vita di Andersen è segnata da una sorta di duplicità, da una sospensione tra due mondi e due epoche. La nascita indigente e la voglia di riscatto sociale, sollecitata anche dal padre e da vagheggiate improbabili ascendenze, raggiunta con maggior difficoltà di quanto probabilmente sperasse, ne è un esempio: un bipolarismo tra sofferenza e risarcimento, che non risolverà mai del tutto, e «dal quale scoccherà la scintilla della sua poesia». Si pensi ancora, alla contrapposizione tra la vita di provincia chiusa, fortemente ancorata alle tradizioni di una società arcaica a Odense e l'incontro con il nuovo mondo "borghese", aperto alla modernità, di Copenaghen e in maggior misura nelle altre città europee; così come la fascinazione generata dall'ascolto dei racconti e delle leggende secondo la prassi della trasmissione orale e la necessità, sostenuta da forte desiderio, di aderire alla cultura emergente fondata viceversa sul libro e l'opera d'autore (che di tale tradizione contadina sancisce il declino), rappresentano ulteriori elementi interpretativi a favore di una percezione della "diversità" decisamente complessa e articolata. L'incontro con tecnologie del tutto rivoluzionarie (si veda la descrizione del telegrafo in "il bazar del poeta"), messe a confronto con superati strumenti di comunicazione, le cui nuove potenzialità applicative vengono colte, per molti aspetti, come l'esito di una lirica magia umana (ancorché il frutto di una prosaica ricerca scientifica) è altrettanto significativa, al pari di un'importante considerazione sul periodo storico in cui lo scrittore si trova a vivere. Un'epoca in ci si assiste al passaggio definitivo da un'organizzazione sociale agricola, feudale e "mercantile", oligarchica a una di tipo industriale, borghese, democratica: la Restaurazione postnapoleonica imperante, è, infatti, percorsa da vivi fermenti di liberalismo e da pressanti tensioni politiche tese all'autodeterminazione dei popoli, che porterà, anche in Danimarca, alla fine dell'assolutismo e all'affermarsi di una monarchia costituzionale e parlamentare.

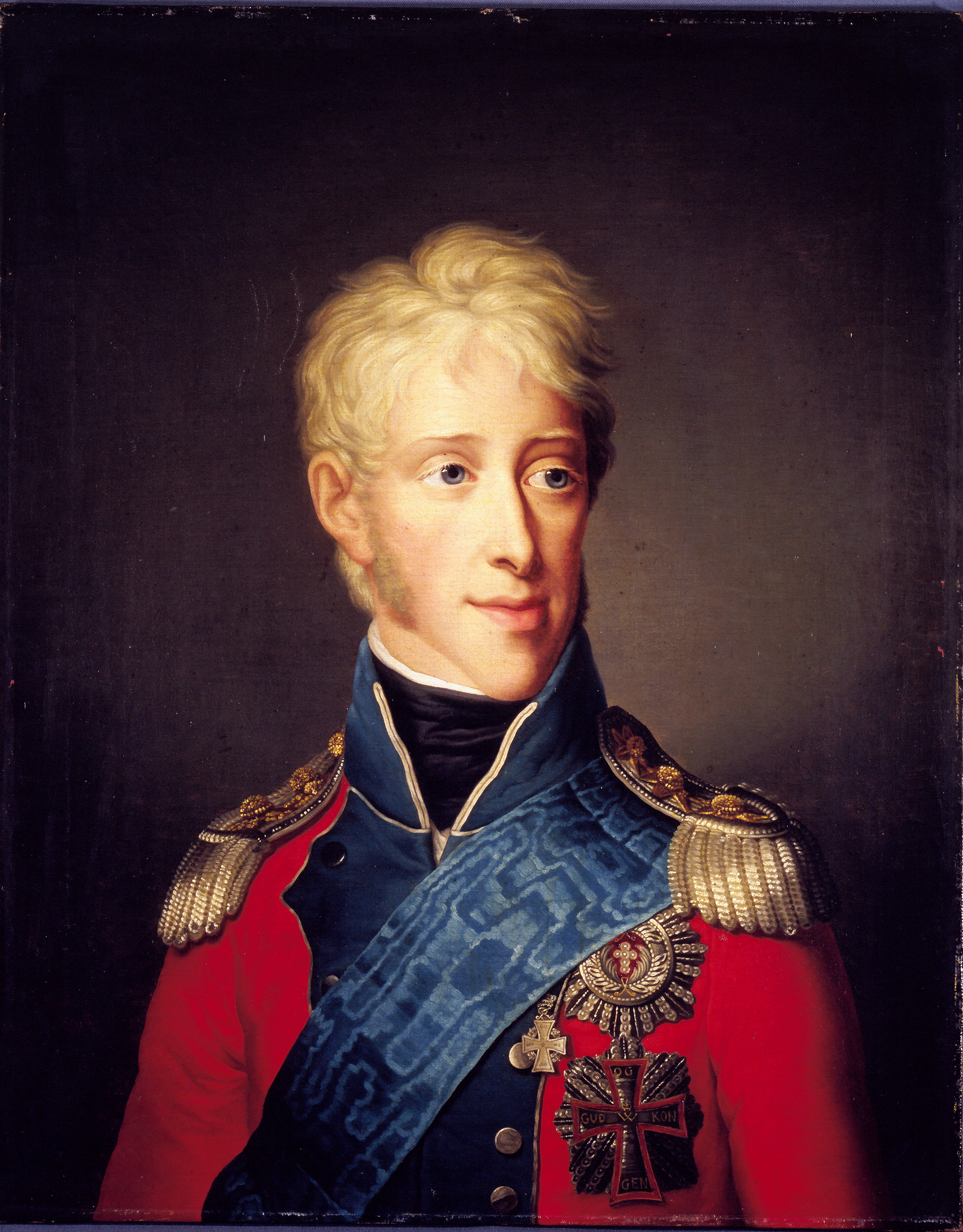
Ritratto di Federico VI, re di Danimarca e Norvegia (1768/1839) eseguito da F.C. Grøge nel 1808.

Si può concludere che le vicende e le inclinazioni personali si saldino, dunque, sorrette da una sensibilità non comune, spesso morbosa, a questa miriade di sollecitazioni e trasformazioni in cui il poeta pare restare "in bilico", quasi "sdoppiato", apparentemente non in grado di "collocarsi". In questo atteggiamento non notiamo, in ogni caso, alcun rimpianto del passato, semmai un moderato ottimismo verso il futuro, sostenuto da una fede religiosa più profonda di quanto solitamente sottolineato, improntata a una visione della Provvidenza, fortemente segnata dall'idea di predestinazione (tipicamente protestante), personalmente enfatizzata con funzioni rassicuranti di natura psicologica. Su tutto prevale, tuttavia, una marcata propensione a una forma di scetticismo esistenziale (angst). Un "non più" e un "non ancora" che inducono, per altro verso, a considerare Andersen come l'ultimo degli esponenti romantici e, al contempo, un attento frequentatore, per stili e temi, del realismo ai suoi albori. In questa luce, il tema del "diverso" assume, pertanto, uno spessore più ampio e letterariamente significativo. Affrontato con rara, singolare partecipazione, frutto di una sensibilità viva e accesa, esso costituisce il nucleo più profondo della poetica dello scrittore danese, regalandoci spunti di riflessione sulla condizione umana, mai discosti dall'abilità di incantarci con straordinaria suggestione.

### Il macabro e l'idilliaco, la morte e la vita
Non poche opere (O.T., Soltanto un violinista, come pure alcune sequenze dei resoconti di viaggio), sono intrisi della presenza della morte e del macabro e dal loro speculare contrario: l'immortalità quale trasformazione in qualcosa di superiore, di congiungimento o ricongiungimento all'affetto perduto, o sottratto prima ancora di essere posseduto. In particolare, i racconti fiabeschi.

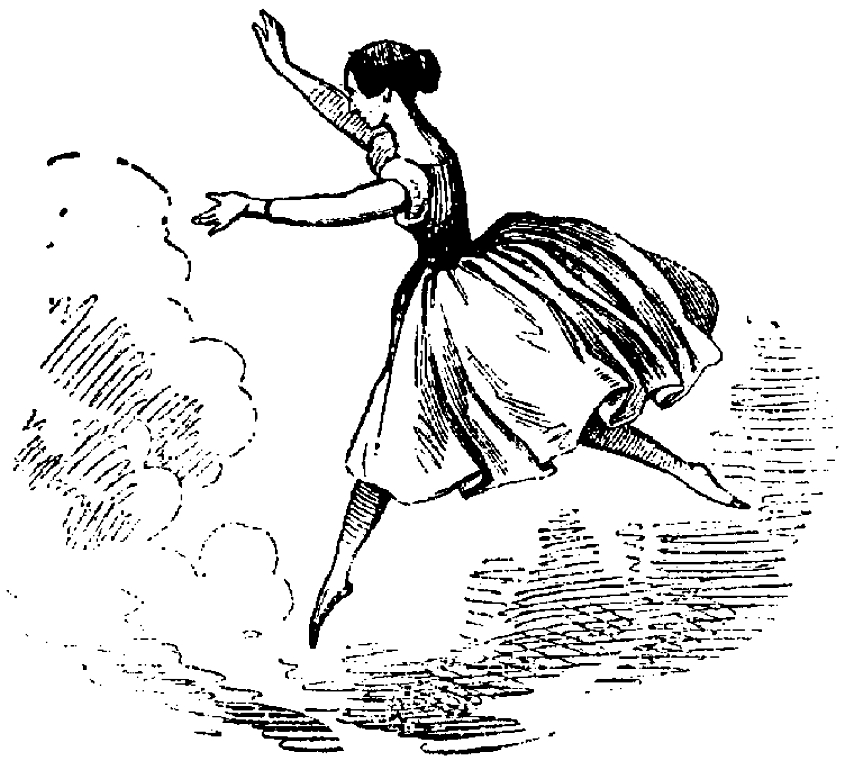
Immagine di Ballerina eseguita da Vilhelm Pedersen.

Il ricorso al macabro è frequente, ben oltre l'utilizzo strumentale o l'effetto narrativo, così come le immagini di mutilazione (si pensi a La sirenetta, a suo modo senza gambe, a Il tenace soldatino di stagno, con un'unica gamba, o ancora a Le scarpette rosse, dove alla protagonista vengono amputati i piedi). "Spesso la mutilazione è il punto di partenza" scrive Simonetta Caminiti "per un passaggio a un livello diverso della vita, terrena o ultraterrena: la Sirenetta vive nell'amore per l'essere umano - un essere umano normalissimo, benché sia un principe e sia molto bello, un autentico e banale cliché - la forza per rinunciare a tutto, un transfert che le farà abbracciare tre elementi: l'acqua, dalla quale parte, la terra nella quale amerà in silenzio versando sangue dai piedi e (da ultimo) l'aria (alla fine della storia diventerà proprio un'invisibile figlia dell'aria). Nell'amore e nel dolore, a causa della sua inadeguatezza, le sarà risparmiato solo il fuoco. Eppure nel fuoco muore un altro piccolo eroe di Andersen: il Soldatino che, nella morte, trova l'adorata e bellissima ballerina di carta. Il cuore e la stella sotto la cenere sono la prova della loro trovata felicità. Ai personaggi di Andersen, i quali cercano strenuamente (e spesso invano) di essere accettati, tocca aspirare al cielo perché si comprenda che erano esseri speciali". Anche in questo tema, che si ricollega strettamente a quelli già trattati, ritroviamo la radicale convinzione di Andersen che per aspirare al bene la condizione è spesso la sofferenza. Sempre, che questa ambizione si realizzi poi veramente, dal momento che bene e male, vita e morte appaiono a volte un tutt'uno: due facce della medaglia dell'esistere.

## Le fiabe e l'ispirazione "favolistica"
(Il brutto anatroccolo)
Come già accennato nei racconti di Andersen non troviamo quasi più gli elementi della fiaba classica. Maghi, fate, streghe sono praticamente scomparsi così come rivisitata è la lotta tra il bene e il male che di quella tipologia di racconto costituisce l'ossatura e l'essenza. Numerosi sono, invece, gli esempi di narrazione costruiti su un impianto d'ispirazione "favolistica". Scrive Simonetta Caminiti a questo riguardo: «Animali (e oggetti) rappresentano la natura umana, ma in chiave di parodia e si fanno beffe della categoria umana stessa. Cicogne che parlano degli artifici linguistici dell'uomo, definendo però il paradosso della incomunicabilità; giocattoli che rappresentano il microcosmo della borghesia e del proletariato, in cui un breve invaghimento fa da falso collante; fiori che confabulano fra di loro stupiti delle meraviglie del mondo, ma a corto di strumenti per spiegarsele; paperelle che sarebbero in grado di perdonare a se stesse qualunque gesto, incluso l'assassinio; utensili di nazionalità diverse che interpretano proprio le socio-culture del diciannovesimo secolo» sono di gran lunga i protagonisti preferiti nei racconti di Andersen. Se non si può parlare di un legame diretto con la tradizione di Esopo, Fedro o La Fontaine (l'impianto generale è pur sempre quello della fiaba piuttosto che della favola) è altrettanto innegabile che l'uso di animali, vegetali, oggetti parlanti affonda le sue radici ispiratrici, con ampia rivisitazione, proprio in quella tradizione.

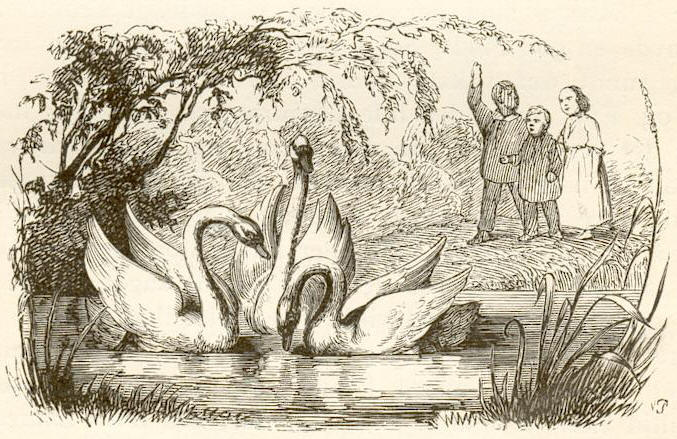
Illustrazione di Vilhelm Pedersen per Il brutto anatroccolo.

Una riproposizione letteraria del tutto innovativa della fiaba, in una sorta di commistione moderna di generi, a cui si rifaranno nel secolo successivo i creatori di numerosi comics, che, in fondo, altro non sono che la traduzione contemporanea dei modelli letterari "codificati" dallo scrittore danese.

### La favola della mia vita
- Raggiungemmo Napoli, proprio mentre il Vesuvio era in piena attività: la lava scendeva dal monte oscuro, tracciando radici di fuoco al pino di fumo. Andai a vedere l'eruzione con Hertz e qualche altro scandinavo: la strada sale tra i vigneti e oltrepassa edifici isolati. Ben presto la vegetazione diede luogo ad arboscelli non più grandi di giunchi, e il crepuscolo era una meraviglia per gli occhi:
- Tra i monti viola dorme
Napoli bianco vestita,
Ischia sul mare fluttua
Come nube purpurea;
La neve tra i crepacci
Sta come studio candido di cigni;
Il nero Vesuvio leva il capo
Cinto di rossi riccioli.
- Il tempo era calmo e bellissimo: la lava splendeva contro il suolo buio come un'immensa costellazione, e la luna diffondeva più luce che al Nord il mezzogiorno in una giornata coperta d'autunno.

## La questione della lingua in Andersen
Così come Knud Ferlov sottolinea l'abilità di Andersen nel ricreare lo spirito del "lune" danese, anche attraverso un uso sapiente e al contempo "spregiudicato" della lingua madre, per altro verso nella sua biografia dello scrittore, Elias Bredsdorff pone l'accento sulla estrema difficoltà di capire appieno la genialità letteraria di quest'ultimo in una lingua che non sia quella nativa. Fattore che ha influito negativamente sul riconoscimento, soprattutto nei primi anni, della genialità dell'autore all'estero. In un'edizione inglese delle opere di Andersen del 1935, curata dalla Cambridge University Press, R.P. Keigwin scrive: «Andersen screziò la sua narrativa con ogni possibile tocco ‘conversazionale’: neologismi, modi di dire che determinassero picchi di attenzione nel lettore, frequenti incidentali o parentesi; slang tipici di Copenaghen, molte licenze. E soprattutto un uso liberissimo delle particelle del discorso: quei piccoli ammiccamenti tipici del linguaggio parlato, dei quali il danese come il greco è ricco, e non poco. Tanto mantenne il tono della conversazione nelle sue storie, Andersen, che si resta a bocca aperta quando invece vi si trova qualche tocco evidentemente letterario». Difficile rendere queste peculiarità di una lingua in una traduzione, ma tuttavia, nel caso, particolarmente necessario, in quanto proprio nel particolare uso che ne fa Andersen, risiede gran parte dell'innovazione letteraria e delle nostre possibilità di coglierne il genio inventivo. Al di là degli aspetti ideologici che, in età vittoriana, diedero origine a vere e proprie "epurazioni" moralistiche dei racconti e delle opere del danese, le versioni inglesi di queste ultime, attraverso le quali per lungo tempo si diffusero in Europa gli scritti di Andersen, afflitte da vere e proprie incomprensioni linguistiche e da scorrettezze di traduzione. L'esito è che questi errori e deformazioni ci hanno consegnato in eredità un altro Andersen, spesso ben lontano dall'originale. Il grande scrittore deve essere tradotto direttamente dal danese, sostiene ancora il biografo, restituendogli varietà, licenze, il sottile umorismo, l'apporto senza precedenti nella letteratura mondiale. «A fronte del fatto che Andersen fu così mutilato dalla maggior parte dei suoi traduttori “scrive ancora Bredsdorff” è sorprendente che sia a ogni modo sopravvissuto. Perché mai è diventato così popolare? La risposta potrebbe essere, a mio avviso, che, anche sotto le vesti che i suoi traduttori e adattatori vittoriani gli hanno imposto, non c'era nulla di simile né nella letteratura americana né in quella inglese. Andersen recava qualcosa di sconosciuto all'Europa. È vero che neppure il miglior traduttore renderebbe piena giustizia alla sua lingua e al suo stile». Egli scrisse anche un libro con le fiabe più famose Il fantastico mondo delle fiabe di Andersen.

## La fortuna e l'eredità letteraria delle opere
La fortuna dell'opera di Andersen è quasi del tutto legata alla produzione fiabesca che ha messo profonde radici nella nostra cultura. Tutti conoscono La sirenetta, Il brutto anatroccolo, Il soldatino di stagno, I vestiti nuovi dell'imperatore, La piccola fiammiferaia, La principessa sul pisello (si consideri che, alla data del 2005, le fiabe di Andersen erano tradotte in ben 153 lingue).
Il ruolo di questi scritti nel nostro immaginario è tanto più notevole se si pensa che, a differenza per esempio delle fiabe dei fratelli Grimm, le opere del poeta danese sono, di norma, del tutto originali (solo in alcuni casi sono ispirate, come detto, a racconti tradizionali). Molto meno conosciute, per non dire dimenticate, la maggior parte delle altre opere. A quest'ultimo proposito, interessante è l'annotazione di Simonetta Caminiti, riprendendo una considerazione di Elias Bredsdorff: «Il comportamento dei traduttori e dei critici (vittoriani) anglosassoni verso Andersen sarebbe stato pari 'a quello che tutto il mondo ha tenuto verso Jonathan Swift e Daniel Defoe: hanno spinto Andersen in una nursery e ce lo hanno chiuso dentro. Per sempre». La nursery in questione si riferisce non soltanto all'aver dato enfasi, di fatto, alla produzione fiabesca dello scrittore danese, relegando la sua produzione sugli scaffali per i ragazzi e tralasciando la copiosa restante produzione di pregio, ma, soprattutto di aver operato scientemente "tagli", "adattamenti incongrui e moralizzatori", stravolgendo spesso l'opera del danese, attenuandone la carica innovativa e, per certi versi, non convenzionale. Purtroppo gran parte del resto del mondo è entrato in contatto con Andersen, attraverso queste versioni anglosassoni ottocentesche, formandosi un'idea poco rispondente all'originale, di cui solo recentemente si inizia ad apprezzare il valore, grazie a versioni accurate dal danese (ancora rare, soprattutto in Italia) tese a riscoprire l'autore di Odense in tutte le sue sfaccettature e promuovendo anche opere non fiabesche. In particolare, eliminando i paludamenti vittoriani, eccessivamente buonisti. Nonostante le "revisioni" operate, come detto, la fama e il valore di Andersen sono sopravvissuti fino ai giorni nostri, sebbene confinati alle opere per bambini.
L'opera dello scrittore ha influenzato molti autori suoi contemporanei e successivi; si possono citare certamente Charles Dickens, William Thackeray e Oscar Wilde.
Hans Christian Andersen resta, ancora oggi, un punto di riferimento, in particolare verso la letteratura per i più giovani: il giorno del suo compleanno, il 2 aprile, viene celebrato nel Mondo con la Giornata internazionale del libro per bambini.
Il 2005 è stato il bicentenario della nascita di Andersen, e la sua vita e le sue opere sono state celebrate in tutto il mondo, con uno sforzo di promozione complessiva e un'intensa e puntuale azione di catalogazione della notevole produzione, spesso del tutto sconosciuta. L'interesse per la persona di Andersen e per l'eredità culturale che ha lasciato non è mai stato più vivo, soprattutto in Danimarca, paese di cui l'autore viene considerato il più importante esponente letterario. Una eccellente fonte è il sito del bicentenario di Hans Christian Andersen.
Al nome di Andersen sono dedicati diversi premi del settore della letteratura per ragazzi, tra cui lo Hans Christian Andersen Award e, in Italia, il Premio H.C. Andersen Baia delle Favole di Sestri Levante che dal 1967 premia le fiabe inedite (www.andersenpremio.it) e il Premio Andersen, che dal 1982, premia i migliori libri italiani per l'infanzia editi nel corso dell'anno precedente, suddivisi secondo l'età dei destinatari e per autori, illustratori, ecc.

## Opere

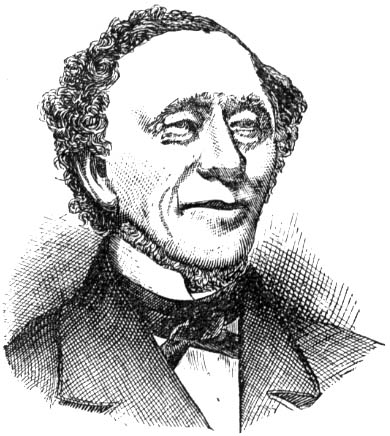
Ritratto a inchiostro di Hans Christian Andersen, da Young Folk's Cyclopedia of Person and Places (1881).

Sono escluse da questo elenco le singole poesie, che per il loro numero sarebbe risultato impossibile riportare in questa sede. L'elenco delle opere è trattato dal Catalogo elaborato dal H.C. Andersen Centre in occasione del bicentenario della nascita dello scrittore (2005). I titoli delle opere in danese (escluse le fiabe), seguiti da un asterisco mancano al momento di traduzione italiana compiuta e si è preferito non riportarla nella sua forma letterale, spesso incomprensibile. Anche per quanto concerne i titoli delle altre opere, se non già tradotte in edizione italiana, possono registrarsi saltuariamente delle inesattezze o inadeguatezze di versione in italiano.

### Romanzi
- Improvisatoren (L'improvvisatore) (1835)
- O.T. (O.T.) (1836)
- Kun en Spillemand (Soltanto un violinista) (1837)
- De to Baronesser (Le due baronesse) (1848)
- At være eller ikke være (Essere o non essere) (1857)
- Lykke-Peer (Peer fortunato) (1870)

### Altri scritti in prosa
- Gjenfærdet ved Palnatokes Grav (Apparizione sulla tomba di Palnatoke) (1822) in Ungdoms-Forsøg. Af Villiam Christian Walther Antologia[67]
- Fodreise fra Holmens Canal til Østpynten af Amager i Aarene 1828 og 1829  (Viaggio a piedi dal canale di Holmen alla punta orientale di Amager) (1829)
- Den skjønne Grammatica, eller Badens latinske Grammatik (La bella grammatica, o grammatica latina di Baden) (1831)
- Sorøe Gang (1935, post.)
- Fragmenter af en ufuldført historisk Roman (Frammenti di un abbozzo di romanzo storico) (1935, post.)
- Christian den Andens Dverg (Il nano di Cristiano II) (1935, post.)

### Raccolte di poesie
- Digte (Poesie) (1830)
- Phantasier og Skizzer (Fantasie e schizzi) (1831)
- Vignetter til danske Digtere (Scenari per poeti danesi) (1831)
- Aarets tolv Maanader, Tegnede med Blæk og Pen (I dodici mesi dell'anno, disegnati a inchiostro e penna) (1832)
- Samlede Digte (Raccolta di poesie) (1833)
- Digte, gamle og nye (Poesie, vecchie e nuove) (1846)
- Fædrelandske Vers og Sange under Krigen (Poemi e canti patriottici in tempo di guerra) (1851)
- Kjendte og glemte Digte (Poesie conosciute e dimenticate) (1861)

### Cicli di poesie
- Smaadigte, skrevne til de 4 gamle Abelliner (1830)
- Hjertets Melodier (Melodie del cuore) (1831)
- Studier efter Naturer (Studi secondo natura) (1831)
- Italien (Italia) (1846)
- Thorvaldsen (Thorvaldsen) (1847)
- Billeder fra Jylland (Immagini dallo Jutland) (1854)

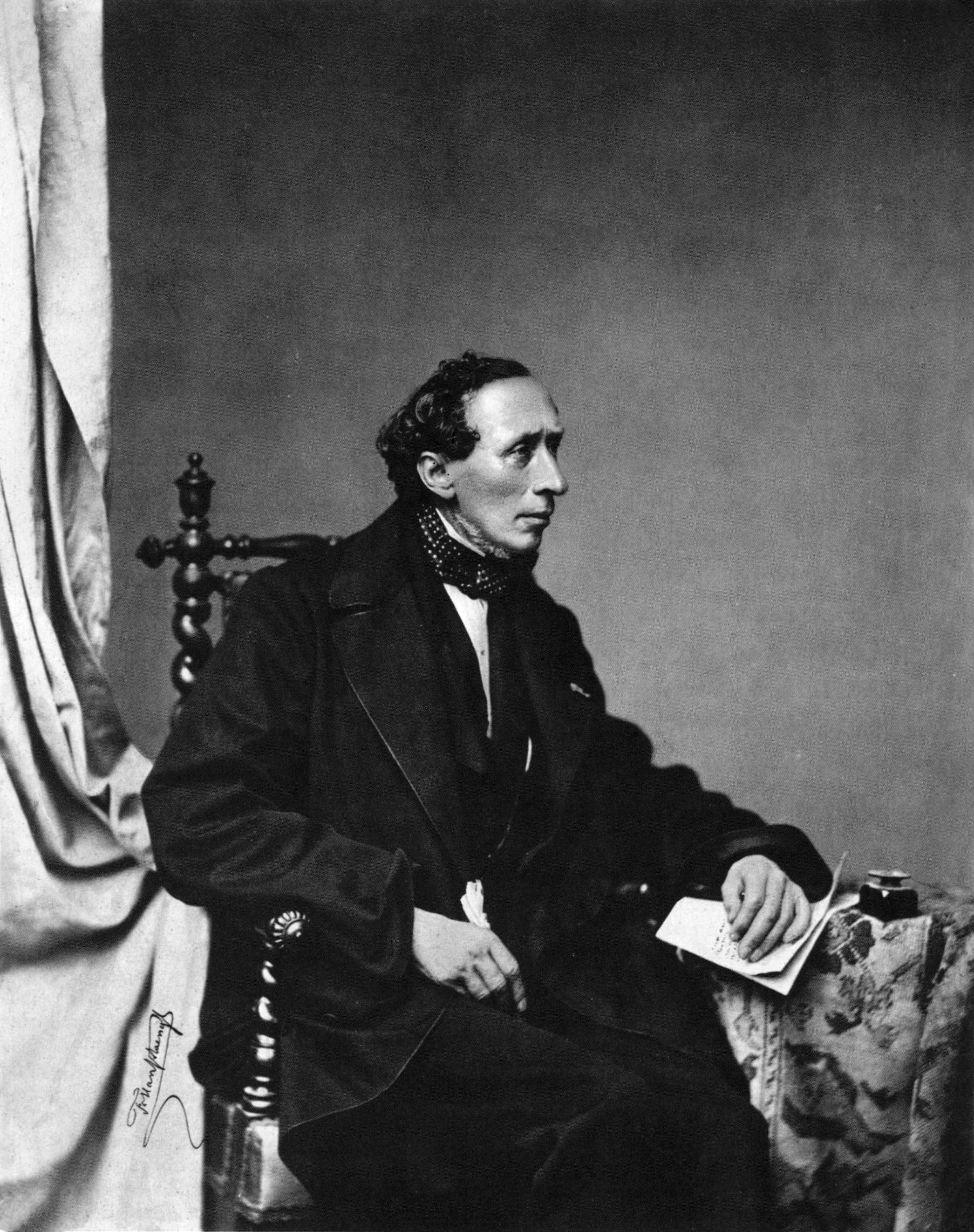
Fotografia di Andersen (Franz Hanfstængl), 1860

### Opere teatrali
- Alfsol (Alfsol) (1822)
- Røverne i Vissenbjerg i Fyen (Ladri a Vissenbjerg in Fionia) (1822)
- Kjærlighed paa Nicolai Taarn, eller Hvad siger Parterret (Amore nella torre di San Nicolao) (1829)
- Skibet (La nave) (1831)
- Fornuftgiftermaalet Nr. 2. En Dramatisk Drøm paa Skagens Rev (1831)
- Bruden fra Lammermoor (La sposa di Lammermoor) (1832)
- Ravnen eller Broderprøven (Il corvo o la prova di fratellanza) (1832)
- Dronningen paa 16 Aar (Regina a 16 anni) (1833)
- Agnete og Havmanden (Agnete - Agnese- e il Tritone) (1833)
- Sangene i Festen paa Kenilworth (Le canzoni alla festa di Kenilworth) (1836)
- Skilles og mødes (Divorzio e unione) (1836)
- En rigtig Soldat (Un vero soldato) (1838)
- Den Usynlige paa Sprogø (L'invisibile su Sprogø) (1839)
- Mulatten (Il mulatto) (1840)
- Mikkels Kjærligheds Historier i Paris (Storie d'amore di Mikkel a Parigi) (1840)
- En Comedie i det Grønne (Una commedia in verde) (1840)
- Maurerpigen (1840)
- Vandring gjennem Opera-Galleriet (Passeggiando per la Galleria dell'Opera) (1841)
- Kongen drømmer (Il re sognatore) (1844)
- Fragmenter af H.C. Andersens "Ahasverus" (Frammenti dell'"Assuero" di H.C. Andersen) (1844)
- Lykkens Blomst (Il fiore della felicità) (1845)
- Liden Kirsten (La piccola K.) (1846)
- Ahasverus (Assuero) (1847)
- Kunstens Dannevirke (1848)
- Brylluppet ved Como-Søen (Nozze sul lago di Como) (1849)
- Meer end Perler og Guld (1849)
- En Nat i Roeskilde (Una notte a Roskilde) (1850)
- Ole Lukøie (Ole Chiudigliocchi) (1850)
- Den nye Barselstue (La nuova camera della puerpera) (1850)
- Hyldemoer (Madre Sambuco) (1851)
- Nøkken (1853)
- Indledning til Carnevalet (I preparativi al Carnevale) (1854)
- Fuglen i Pæretræet (L'uccello del pero) (1854)
- En Landsbyhistorie (Una storia di villaggio) (1855)
- Paa Langebro (Sul Langebro) (1864)
- Han er ikke født (Non è nato) (1864)
- Da Spanierne var her (Quando gli spagnoli sono stati qui) (1865)
- Kong Saul, Opera af H.C Andersen. 2den og 3die Act (Re Saul, Opera di H.C. Andersen. Secondo e terzo atto) (1867)
- I Vetturinens Vogn (Nella carrozza del vetturino) (1868)
- Kong Saul. Opera i fem Acter (Re Saul. Opera in cinque atti) (1876, post)
- Festen paa Kenilworth (La festa a Kenilworth) (1876, post.)
- Intermediet til Holbergs: Kilderejsen (L'intermezzo per il "Pellegrinaggio alla fonte" di Holberg) (1883, post.)
- Hr. Rasmussen (Il signor Rasmussen) (1913, post.)
- Danmark (Danimarca) (1937, post.)
- Truth (Truth, parodia della pièce Ruth di Athalia Schwartz) (1940, post.)
- Sangerinden (La cantante) (1987, post.)
- Skovcapellet (La cappella nel bosco) (2000, post.)
- Souffleurens Benefice (2001, post.)
- Langebro (Langebro) (2001, post.)
- I Maaneskin (Al chiaro di luna) (2001, post.)
- En Ødeland (Un luogo solitario) (2003, post.)

### Biografie
- En Episode af Ole Bulls Liv (Un episodio della vita di Ole Bull) (1839)
- Bertel Thorvaldsen. En biographisk Skizze  (B. Thorvaldsen. Un abbozzo di biografia) (1844)
- Henriette Hanck (Henriette Hanck) (1845)
- Jens Adolph Jerichau og Elisabeth Jerichau, født Baumann (J.A. Jerichau ed E. Jerichau, nata Baumann) (1853)
- Johan Peter Emilius Hartmann (J.P.E. Hartmann) (1860)
- Digteren Bernhard Severin Ingemann (Il poeta B.S. Ingemann) (1862)

### Autobiografie
- Das Märchen meines Lebens ohne Dichtung (tedesco) (1847)
- Mit Livs Eventyr (La fiaba della mia vita) (1855)
- The story of my life (La storia della mia vita) (inglese) (1871)
- Levnedsbog (Autobiografia) (1926, post.)

### Scritti satirici e umoristici
- Et Kjøbenhavnsk Eventyr Nytaarsnat (Fiaba della notte di Capodanno a Copenaghen) (1829)
- Tanker over et Nul. - (Brudstykke efter det Tydske) (Pensieri su uno zero) (1829)
- Tanker over nogle gamle forslidte Skoe (Pensieri su alcune vecchie scarpe usate) (1830)
- Aphorismer efter Lichtenberg, Jean Paul og L. Börne (Aforismi su Lichtenberg, Jean Paul e L. Börne) (1830)
- En Samling Digterblomster og Aphorismer af forskellige Forfattere (Raccolta di antologie poetiche e aforismi di diversi scrittori) (1830)
- En geographisk Beskrivelse af det menneskelige Hoved (Descrizione geografica della testa umana) (1832)
- Akrostichon-Gaade. To danske Digteres Navne (Enigma-Acrostico. Nomi di due poeti danesi) (1875)

### Articoli, lettere e altri scritti
- Til Kjøbenhavns-Postens Læsere, i Anledning af Herr XXX's Critik over: "Kjærlighed paa Nicolai Taarn" (Ai lettori del Copenaghen-Posten, a proposito della critica del Signor XXX su "Amore sulla torre di San Nicolao) (22 maggio 1829)
- Et Stykke Kage til den lille XXX, for hans Ricochets mod Hr. Andersen af "En Beundrer af XXX" (8 giugno 1829)
- Subscriptionsplan. Digte (1830) (Piano di sottoscrizione. Poesie (1830)) (1º dicembre 1829)
- Subskriptionsplan til "Phantasier og Skizzer" (Piano di sottoscrizione per "Fantasie e schizzi") (1º ottobre 1830)
- Uddrag af et Privatbrev fra Paris, dateret 11te Juni 1833 (Estratto di una lettera privata da Parigi, datata 11 giugno 1833) (22 giugno 1833)
- Fortale til "Agnete og Havmanden" (Prefazione a "Agnete e il tritone") (14 novembre 1833)
- Fortale til Subskriptionsindbydelse paa "Improvisatoren" (27 novembre 1834)
- Erklæring i Anledning af A. P. Berggreens Kritik i "Musikalsk Tidende", Nr.7 af "Poetisk Jydepotte" fremsagt ved Hr. Sahlertz Aftenunderholdning (9 marzo 1836)
- Anmeldelse af H.C. Ørsteds Foredrag (Recensione della conferenza di H.C. Ørsted) (20 aprile 1839)
- Fortale af H.C. Andersen, til "Konstnerfamilien" (Prefazione di H.C. Andersen a "La famiglia dell'artista") (dicembre 1841)
- De Svenske i Fyen i Sommeren 1848 (Gli svedesi in Fionia nell'estate del 1848) (24 novembre 1848)
- "Midsommar-Resan". En Vall-Fart af Förf. til Teckningar ur hvardagslifvet (2 marzo 1849)
- Et Par Ord om "Hyldemoer" (Un paio di parole su "Madre Sambuco") (4 dicembre 1851)
- Berigtigelse af en Fejl i "Mit Livs Eventyr" (Correzione di un errore in "La fiaba della mia vita") (5 febbraio 1856)
- Af et Brev fra London. Juli 1857 (Lettera da Londra. luglio 1857) (23 luglio 1857)
- Protest til Redacteur Ploug mod Clemens Petersens Anmeldelse i "Fædrelandet" af Carit Etlars Folkekomedie "Hr. Lauge med den tunge Haand" (Protesta al Redattore Ploug contro la recensione di Clemens Petersen a "Paese dei padri" commedia popolare di C. Etlar "Il signor Lauge dalla mano pesante") (30 gennaio 1861)
- Brev fra Prof. H.C. Andersen, dateret Florents den 3 Juni (Lettera del prof. H.C. Andersen, datata Firenze, 3 giugno) (22 giugno 1861)
- Brudstykke af et Brev fra Spanien (Frammento di una lettera dalla Spagna) (20 settembre 1862)
- Brudstykke af et Brev, dateret Valencia, den 18de September (Frammento di una lettera, datata Valencia, 18 settembre) (26 settembre 1862)
- Brudstykke af et Brev, dateret Granada den 12. Oktober (Frammento di una lettera, datata Granada, 12 ottobre) (23 ottobre 1862)
- Brudstykke af et Brev, dateret Tanger den 3. November (Frammento di una lettera, datata Tangeri, 3 novembre) (20 novembre 1862)
- Brudstykke af et Brev, dateret Madrid den 18. December (Frammento di una lettera, datata Madrid, 18 dicembre) (27 dicembre 1862)
- Bemærkninger (Osservazioni) (30 marzo 1863)
- Uddrag af et Brev, dateret Leyden, den 17. Marts (Estratto di una lettera, datata Leida, 17 marzo) (28 marzo 1866)
- Af et Brev fra H.C. Andersen, dateret Lissabon, den 16. Mai (Lettera da H.C. Andersen, datata Lisbona, 16 maggio) (3 giugno 1866)
- Uddrag af et Brev, omhandlende Rejsen til Portugal (Estratto di una lettera, che tratta del viaggio in Portogallo) (22 giugno 1866)
- Fra H.C. Andersens Reise. Brev dateret Setubal den 19de Juni 1866 (H.C. Andersen in viaggio. Lettera datata Setubal, 19 giugno 1866) (1º luglio 1866)
- Brudstykke af et Brev dateret Cintra den 31. Juli (Frammento di una lettera datata Sintra, 31 luglio) (11 agosto 1866)
- Svarskrivelse til Odense Kommunalbestyrelse paa Indbydelsen til at komme til Odense den 6/12 for at modtage Diplomet som Æresborger (Risposta al Consiglio Comunale di Odense all'invito di venire a Odense il 6 dicembre per ritirare il Diploma di cittadino onorario) (30 novembre 1867)
- Takketale ved Overrækkelsen af Diplomet (Discorso di ringraziamento in occasione della cerimonia di conferimento del Diploma) (6 dicembre 1867)
- Takskrivelse til Studenterforeningen (Lettera di ringraziamento all'Associazione degli Studenti) (10 dicembre 1867)
- Bemærkninger (Osservazioni) (19 novembre 1868)
- Brev, dateret København d. 2den Januar 1867. (poetico for: 1868) (Lettera, datata Copenaghen, 2 gennaio 1867. -poetico per 1868-) (novembre 1867)
- Et Brev fra Etatsraad H.C. Andersen til Udgiveren (Una lettera dal Consigliere H.C. Andersen all'editore) (novembre 1869)
- Brev dateret Rom, den 5te December 1833 (Lettera, datata Roma 5 dicembre 1833) (giugno 1870)
- Brev dateret Kjøbenhavn, den 15de September 1836 (Lettera, datata Copenaghen 15 settembre 1836) (giugno 1870)
- Uddrag af et Brev til Edmund W. Gosse (Estratto di una lettera a E.W. Gosse) (7 marzo 1874)
- H.C. Andersen og de amerikanske Børn (H.C. Andersen e i bimbi americani) (10 ottobre 1874)
- Bemærkninger til "Eventyr og Historier" (Osservazioni su "Fiabe e racconti") (20 dicembre 1874)
- Til mine Landsmænd (Ai miei connazionali) (2 aprile 1875)
- Brev, dateret Kjøbenhavn, den 5te April 1875, til Redaktøren af "Søndags-Posten" (Lettera, datata Copenaghen, 5 aprile 1875, alla redazione del " Søndag-Posten" - Post della domenica-) (11 aprile 1875)
- Et Curiosum fra 1822 (Un curioso dal 1822) (ottobre 1875, post.)

### Raccolte e lavori vari
- In Ungdoms-Forsøg. Af Villiam Christian Walther (in Antologia: Tentativi giovanili di V.C. Walther) (1822)
- Tre Digtninger (Tre composizioni) (1838)
- Samlede Skrifter af H.C. Andersen. Første Bind (Raccolta di lavori di H.C. Andersen. Primo volume) (1853)
- Samlede Skrifter af H.C. Andersen. Andet Bind (Raccolta di lavori di H.C. Andersen. Secondo volume) (1853)
- Samlede Skrifter af H.C. Andersen. Tredie Bind (Raccolta di lavori di H.C. Andersen. Terzo volume) (1853)
- Samlede Skrifter af H.C. Andersen. Fjerde Bind (Raccolta di lavori di H.C. Andersen. Quarto volume) (1853)
- Samlede Skrifter af H.C. Andersen. Femte Bind (Raccolta di lavori di H.C. Andersen. Quinto volume) (1854)
- Samlede Skrifter af H.C. Andersen. Sjette Bind (Raccolta di lavori di H.C. Andersen. Sesto volume) (1854)
- Samlede Skrifter af H.C. Andersen. Syvende Bind (Raccolta di lavori di H.C. Andersen. Settimo volume)(1854)
- Samlede Skrifter af H.C. Andersen. Ottende Bind (Raccolta di lavori di H.C. Andersen. Ottavo volume) (1854)
- Samlede Skrifter af H.C. Andersen. Niende Bind (Raccolta di lavori di H.C. Andersen. Nono volume) (1854)
- Samlede Skrifter af H.C. Andersen. Tiende Bind (Raccolta di lavori di H.C. Andersen. Decimo volume) (1854)
- Samlede Skrifter af H.C. Andersen. Ellevte Bind (Raccolta di lavori di H.C. Andersen. Undicesimo volume) (1854)
- Samlede Skrifter af H.C. Andersen. Tolvte Bind (Raccolta di lavori di H.C. Andersen. Dodicesimo volume) (1854)
- Samlede Skrifter af H.C. Andersen. Trettende Bind (Raccolta di lavori di H.C. Andersen. Tredicesimo volume)(1854)
- Samlede Skrifter af H.C. Andersen. Fjortende Bind (Raccolta di lavori di H.C. Andersen. Quattordicesimo volume) (1854)
- Samlede Skrifter af H.C. Andersen. Femtende Bind (Raccolta di lavori di H.C. Andersen. Quindicesimo volume) (1854)
- Samlede Skrifter af H.C. Andersen. Sextende Bind (Raccolta di lavori di H.C. Andersen. Sedicesimo volume) (1854)
- Samlede Skrifter af H.C. Andersen. Syttende Bind (Raccolta di lavori di H.C. Andersen. Diciassettesimo volume) (1855)
- Samlede Skrifter af H.C. Andersen. Attende Bind (Raccolta di lavori di H.C. Andersen. Diciottesimo volume) (1855)
- Samlede Skrifter af H.C. Andersen. Nittende Bind (Raccolta di lavori di H.C. Andersen. Diciannovesimo volume) (1855)
- Samlede Skrifter af H.C. Andersen. Tyvende Bind (Raccolta di lavori di H.C. Andersen. Ventesimo volume) (1855)
- Samlede Skrifter af H.C. Andersen. Eet og Tyvende og To og Tyvende Bind (Raccolta di lavori di H.C. Andersen. Ventunesimo e ventiduesimo volume) (1855)
- Samlede Skrifter af H.C. Andersen. Tre og Tyvende Bind (Raccolta di lavori di H.C. Andersen. Ventitreesimo volume) (1857)
- Samlede Skrifter af H.C. Andersen. Fire og Tyvende Bind (Raccolta di lavori di H.C. Andersen. Ventiquattresimo volume) (1863)
- Samlede Skrifter af H.C. Andersen. Fem og Tyvende Bind (Raccolta di lavori di H.C. Andersen. Venticinquesimo volume) (1868)
- Samlede Skrifter af H.C. Andersen. Sex og Tyvende Bind (Raccolta di lavori di H.C. Andersen. Ventiseiesimo volume) (1868)
- Samlede Skrifter af H.C. Andersen. Syv og Tyvende Bind (Raccolta di lavori di H.C. Andersen. Ventisettesimo volume) (1868)
- Samlede Skrifter af H.C. Andersen. Otte og Tyvende Bind (Raccolta di lavori di H.C. Andersen. Ventottesimo volume) (1868)
- Samlede Skrifter af H.C. Andersen. Ni og Tyvende Bind (Raccolta di lavori di H.C. Andersen. Ventinovesimo volume) (1876, post.)
- Samlede Skrifter af H.C. Andersen. Tredivte Bind (Raccolta di lavori di H.C. Andersen. Trentesimo volume) (1876, post.)
- Samlede Skrifter af H.C. Andersen. En og Tredivte Bind (Raccolta di lavori di H.C. Andersen. Trentunesimo volume) (1876, post.)
- Samlede Skrifter af H.C. Andersen. To og Tredivte Bind (Raccolta di lavori di H.C. Andersen. Trentaduesimo volume)(1876, post.)
- Samlede Skrifter af H.C. Andersen. Supplement til 'Mit Livs Eventyr' (Raccolta di lavori di H.C. Andersen. Supplemento a 'La fiaba della mia vita' ) (1877, post.)
- Samlede Skrifter af H.C. Andersen. Tre og Tredivte Bind (Raccolta di lavori di H.C. Andersen. Trentatreesimo volume) (1879, post.)
- H.C. Andersen. Samlede Skrifter. Anden Udgave (H.C. Andersen,. Raccolta di lavori. Seconda edizione) (1880, post.)

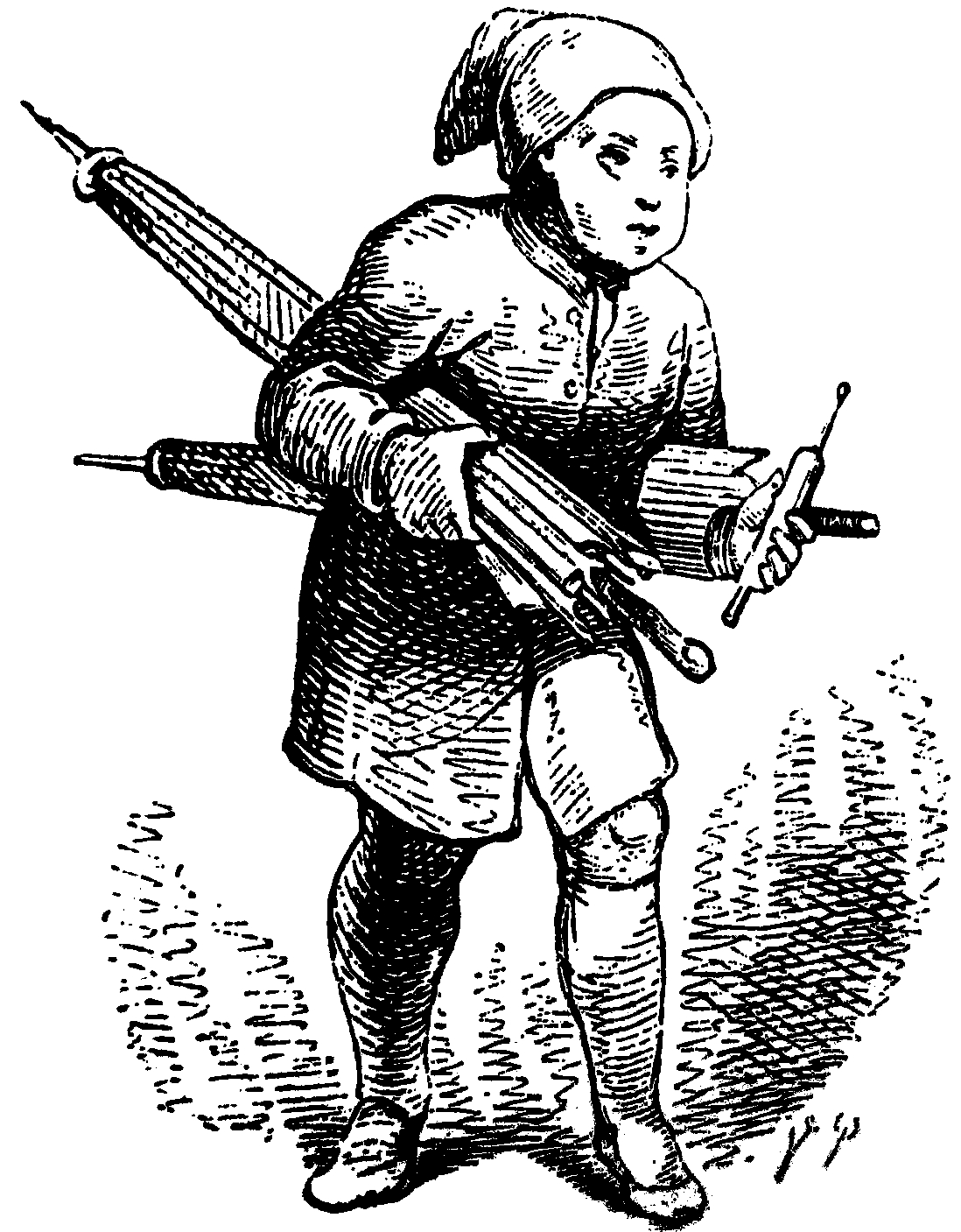
Illustrazione di Vilhelm Pedersen per Ole Chiudigliochi (Ole Lukøje).

### Opere singole (pubblicate una sola volta, non ristampate o ricomprese in raccolte)
- Skjærmbræts-Billeder (Immagini di paraventi) (1829)
- Prøve af "Phantasier og Skizzer" (Abbozzo di "Fantasie e schizzi") (1830)
- Tvende Smaadigte (Due poesiole) (1830)
- Tre Smaae-Digte (Tre poesiole) (1830)
- Deviser med Presenterne paa et Juletræe (1831)
- Poetiske Penneprøver (Prove poetiche di scrittura) (1831)
- Poetiske Bagateller (Bagatelle poetiche) (1832)
- Smaae-Digte (Poesiole) (1833)
- Digte af H.C. Andersen I (Poesie di H.C. Andersen I) (1834)
- Blade af min Dagbog (Pagine del mio diario) (1835)
- Digte af H.C. Andersen II (Poesie di H.C. Andersen II) (1835)
- Smaa-Digte af H.C. Andersen (Poesiole di H.C. Andersen) (1835)
- Psalmer ved første Gudstjeneste i Holmens Kirke  (Salmi per il primo servizio divino nella chiesa di Holmens) (1836)
- Smaahistorier.(Efter det Tydske) (Storielle) (1836)
- Digte af H.C. Andersen III (Poesie di H.C. Andersen III) (1836)
- Sange ved det Søsterlige Velgjørenheds Selskabs høitidelige Forsamling i Anledning af Hendes Majestæt Dronning Maria Sophia Frederikas høie Fødselsdag den 28de October 1838 (1838)
- Tre nye Billeder af H.C. Andersen (Tre nuove immagini di H.C. Andersen) (1840)
- Smaavers af H.C. Andersen I (Piccoli versi di H.C. Andersen) (1840)
- Billedbog uden Billeder af H.C. Andersen. Ny Samling. Helliget mine svenske Venner (Album senza immagini. Nuova raccolta. Dedicato ai miei amici svedesi) (1840)
- Sange af Vaudevillen: "Fuglen i Pæretræet" (Canzoni di "vaudeville": l'uccello sul pero) (1844)
- Digte af H.C. Andersen IV (Poesie di H.C. Andersen IV) (1844)
- Smaa-Vers af H.C. Andersen II (Piccoli versi di H.C. Andersen II) (1844)
- Digte af H.C. Andersen V (Poesie di H.C. Andersen V) (1844)
- To Billeder fra Kjøbenhavn (Due immagini da Copenaghen) (1846)
- Fortællinger og Digte af H.C. Andersen (Prose e poesie di H.C. Andersen) (1847)
- 6 indledende Smaavers (Sei piccoli versi introduttivi) (1849)
- 6 indledende Smaavers II (Sei piccoli versi introduttivi II) (1850)
- Indledende Smaavers (Piccoli versi introduttivi) (1855)
- Digte af H.C. Andersen VI (Poesie di H.C Andersen VI) (1862)
- Digte fra Spanien (Poesie dalla Spagna) (1863)
- 6 Smaarim (Sei piccole rime) (1866)
- Smaavers af H.C. Andersen III (Piccoli versi di H.C. Andersen III) (1867)
- Smaavers af H.C. Andersen IV (Piccoli versi di H.C. Andersen IV) (1872)
- To Digte af H.C. Andersen (Due poesie di H.C. Andersen) (1875, post.)
- Tre utrykte Digte af H.C. Andersen (Tre poesie non stampate di H.C. Andersen) (1878, post.)
- To ukendte Eventyr af H.C. Andersen (Due fiabe sconosciute di H.C. Andersen) (1926, post.)
- Tre ufuldførte historiske Digtninge (Tre componimenti storici incompiuti) (1935, post.)

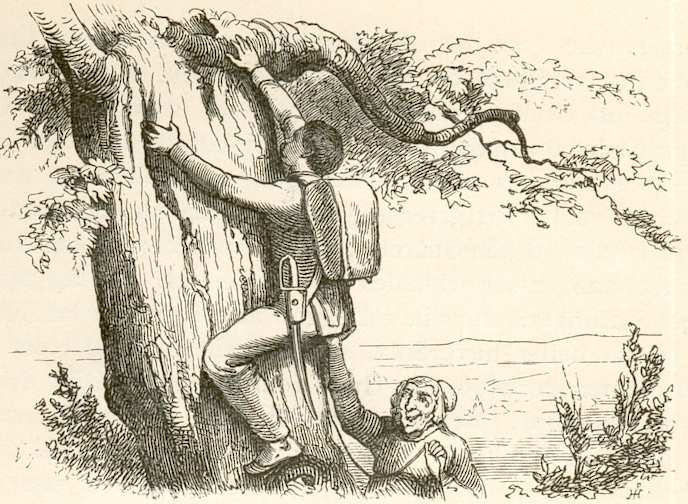
Illustrazione di Vilhelm Pedersen per L'acciarino

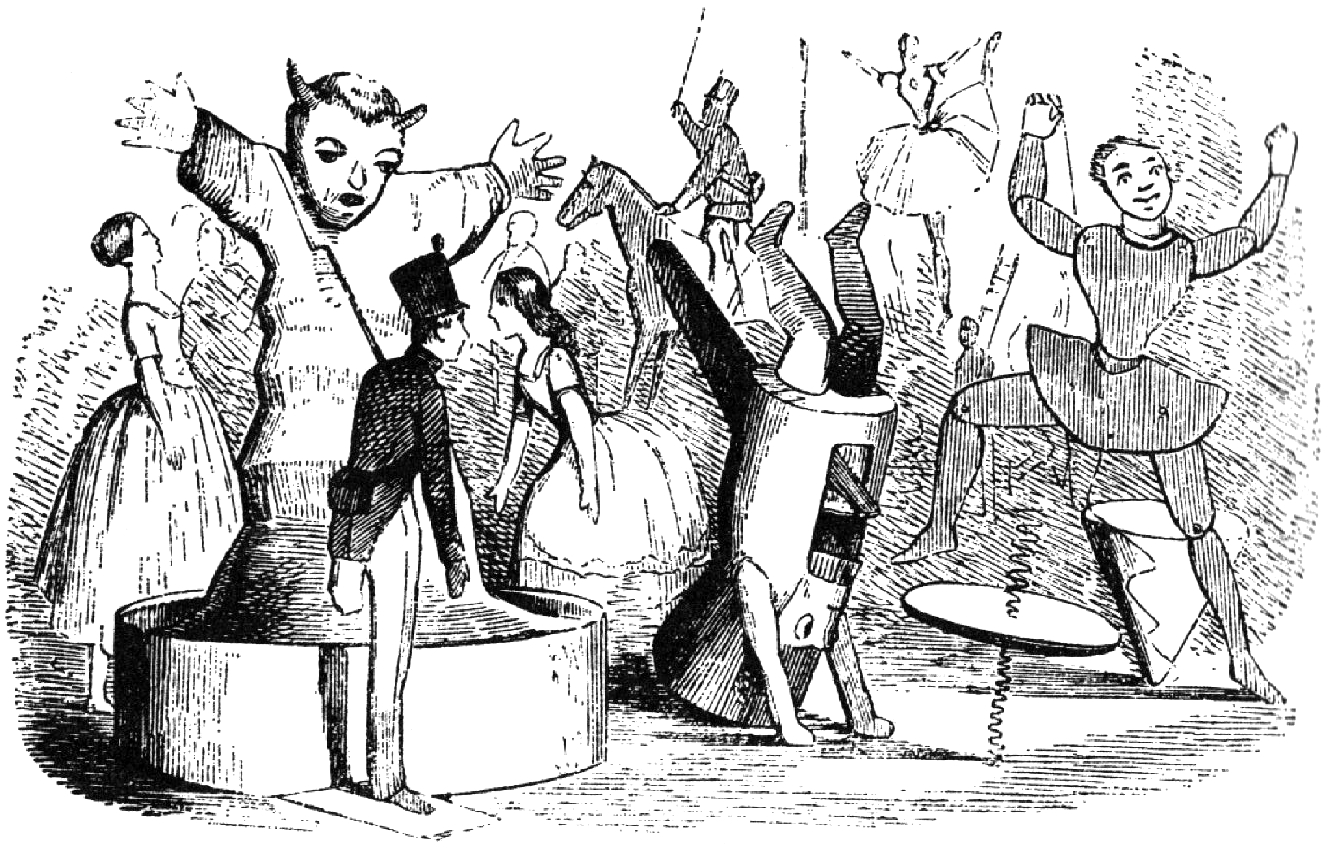
Illustrazione di Vilhelm Pedersen probabilmente per Il tenace soldatino di stagno.

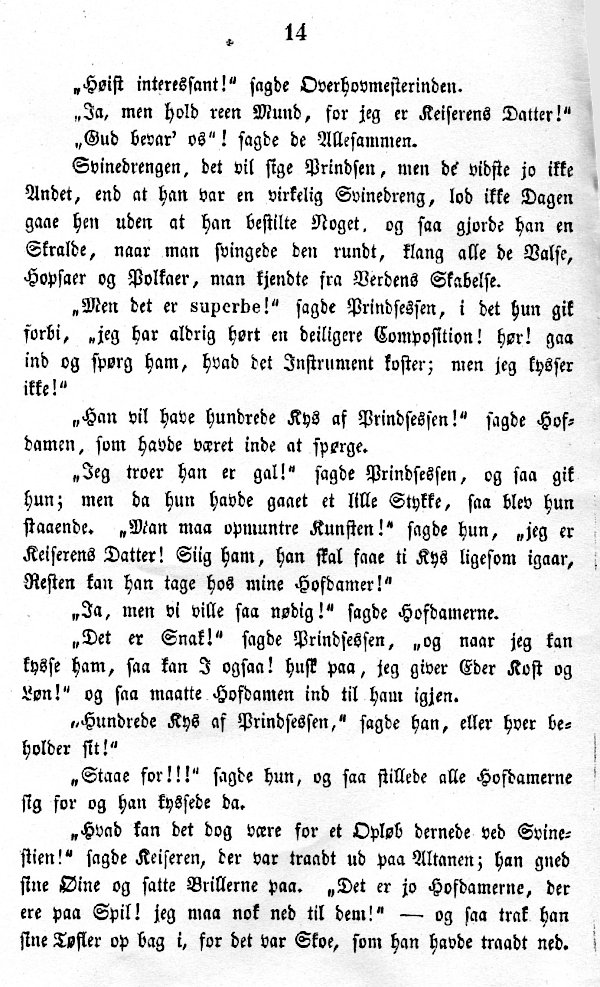
Riproduzione di una pagina de Il guardiano di porci (1885).

### Fiabe
Di seguito un elenco dei racconti più celebri dell'intera produzione di Andersen. Le date in corsivo si riferiscono alla prima edizione assoluta (anche non in lingua danese)
- L'acciarino magico o L'acciarino (Fyrtøiet), 1835
- La principessa sul pisello (Prindsessen paa Ærten), 1835
- Pollicina o Mignolina (Tommelise), 1835 - 1836
- Il ragazzaccio o Il bambino cattivo (Den uartige Dreng), 1835-1836
- La sirenetta (Den lille Havfrue), 1837
- I vestiti nuovi dell'imperatore (Keiserens nye Klæder), 1837 - 1838
- Le galosce della felicità (Lykkens Kalosker), 1838
- L'intrepido soldatino di stagno (Den standhaftige Tinsoldat), 1838
- I cigni selvatici (De vilde Svaner), 1838
- L'elfo della rosa (Rosen-Alfen), 1839
- Ole Chiudigliocchi (Ole Lukøie), 1841 - 1842
- Il guardiano di porci (Svinedrengen), 1841 - 1842
- Il grano saraceno (Boghveden), 1841 - 1842
- Una rosa dalla tomba di Omero (En Rose fra Homers Grav), 1842
- Il brutto anatroccolo (Den Grimme Ælling), 1843 - 1845
- La regina delle nevi (Sneedronnigen), 1844 - 1846
- Le scarpette rosse (De røde Skoe), 1845 - 1846
- La pastorella e lo spazzacamino (Hyrdinden og Skorsteensfeieren), 1845 - 1846
- La piccola fiammiferaia (fiaba) (La piccina dei fiammiferi) (Den lille Pige med Svovlstikkerne), 1845 - 1847
- La rosa più meravigliosa del mondo (Verdens deiligste Rose), 1851-1852
- Cinque in un baccello (Fem fra en Ærtebælg), 1852-1853
- La fanciulla che calpestò il pane (Pigen, som traadte paa Brødet), 1859
- La farfalla (Sommerfuglen), 1860
- L'uomo di neve (Sneemanden), 1861
- La vergine dei ghiacci (Iisjomfruen), 1861
- La monetina d'argento (Sølvskillingen), 1861-1862
- La diligenza da dodici posti (Dodici in diligenza) (Tolv med Posten), 1861
- Peiter, Peter e Peer (Pietro, Piero e Pierino) (Peiter, Peter og Peer), 1868
- Quello che il cardo visse (Hvad Tidselen oplevede/What Happened to the Thistle), 1869-1870 (prima edizione in inglese)
- La cosa più incredibile (Det Utroligste/The Most Incredible Thing ), 1870-1871 (prima edizione in inglese)

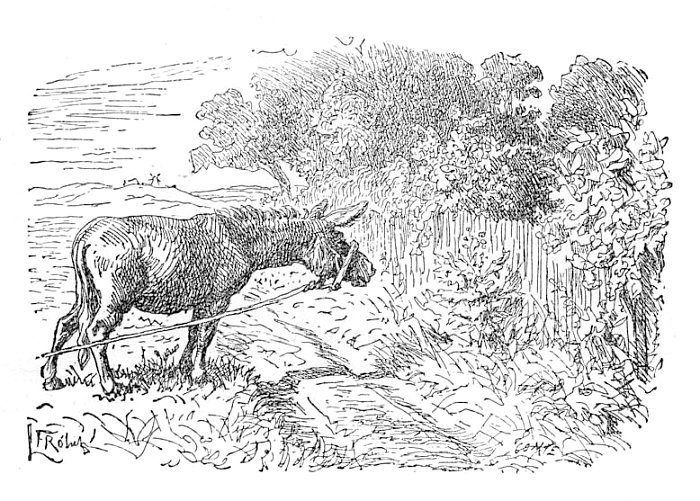
Illustrazione di Lorentz Frølich per Quel che il cardo visse.

## Traduzioni italiane delle opere di H.C. Andersen
- Quindici racconti pei giovinetti, Libreria di educazione e di istruzione, Milano, 1864
- Racconti fantastici per giovinetti, ed. Gnocchi, 1865
- Novelle, ed. Gnocchi, 1867
- L'improvvisatore, ed. Treves, Milano 1879
- Violinista, ed. Treves, Milano 1879
- Quaranta novelle ed. Hoepli, 1903, traduzione di Maria Pezzè-Pascolato (l'11ª edizione del 1941, contiene una lettera di G. Carducci alla traduttrice)
- Nuove novelle, ed. Hoepli, 1937, traduzione di Mary Tibaldi Chiesa (Nuova edizione, 1969),
- La sirenetta e altri racconti, BUR, 1949, traduzione di Giuliana Pozzo (ristampato nel 1979; nuova edizione, 1987)
- Fiabe, ed. Einaudi, Torino 1954, antologia, traduzioni di Anna Manghi Castagnoli e Marcella Rinaldi, a cura di Knud Ferlov
- Fiabe, ed. einaudi, Torino 1970, antologia, stessa traduzione della precedente edizione, a cura di Gianni Rodari
- Libro illustrato senza illustrazioni, ed. Abramo, Catanzaro 1997, a cura di Bruno Berni, ISBN 88-8324-025-1
- Fiabe e storie, ed. Donzelli, Roma 2001, traduzione e cura di Bruno Berni, introduzione di Vincenzo Cerami ISBN 88-7989-948-1
- Il bazar di un poeta, ed. Giunti, Firenze 2005, a cura di Bruno Berni, ISBN 88-09-04171-2
- Peer Fortunato, ed. Iperborea, Milano 2005, traduzione di José Maria Ferrer, postfazione di Bruno Berni, ISBN 88-7091-131-4
- Il violinista, ed. Fazi, Roma 2005, a cura di Lucio Angelini, ISBN 88-8112-621-4
- O.T. Un romanzo danese, ed. Fazi, Roma 2006, a cura di Lucio Angelini, ISBN 88-8112-709-1
- Diari romani, ed. Libreria dello Stato, Roma 2008, a cura di Bruno Berni, ISBN 978-88-240-1421-2
- I cigni selvatici, Topipittori, Milano, 2012, traduz. Maria Giacobbe, illustrato da Joanna Concejo
- L'improvvisatore, Elliot Edizioni, 2013
- La fiaba della mia vita, a cura di Bruno Berni, Donzelli, Roma 2015
- Biglietti di Natale, Mattioli 1885, Fidenza 2016 a cura di Livio Crescenzi e Silvia Zamagni ISBN 978-88-6261-580-8DU
- Un mondo diverso, Diari di viaggio da Napoli, a cura di Bruno Berni, Langella Edizioni, Napoli 2021 ISBN 9791280450029
- Le due baronesse, a cura di Lucio Angelini, Rusconi editore, 2020 ISBN-10  :  8818034693 ISBN-13  :  978-8818034691

Traduzioni friulane
- La sirenute e altris contis, traduzion di Lucian Zili, Clape cultural Aquilee, Gurize Pordenon Udin 1989

## Biografie su Hans Christian Andersen
- La biografia più celebre e autorevole su Andersen è Hans Christian Andersen del 1975 di Elias Bredsdorff.

## Opere teatrali su Hans Christian Andersen
- Hans Christian Andersen - la doppia vita di uno strano poeta, prodotta dalla Markus Zohner Theater Compagnie di Lugano, in uno spettacolo musicale racconta la vita di HCA, riferendosi anche alle sue opere più famose. Creazione e regia: Patrizia Barbuiani, con Stefania Mariani, Rob Wyn Jones, Daniel Meininghaus, Gabriele Marangoni (musica), Annette Fischer (soprano).
- The Most Incredible Thing, balletto prodotto dai Pet Shop Boys che debuttò nei teatri il 17 marzo 2011. Il balletto, coreografato da Javier De Frutos, è ispirato alla omonima novella.
- A Very Very Very Dark Matter, pièce di Martin McDonagh con protagonista Hans Christian Andersen (2018).
- Il Brutto Anatroccolo, opera lirica in atto unico, prodotta dal Teatro Coccia di Novara. Musica di Salvatore Passantino su libretto di Ugo Giacomazzi e Luigi Di Gangi, edizioni Casa Musicale Sonzogno. Prima esecuzione mondiale 10 marzo 2024, Teatro Carlo Coccia di Novara.

## Filmografia su Andersen
Film che trattano della figura di Andersen:
- Mr. H.C. Andersen, regia di Ronald Haines, Gran Bretagna, 1950
- Il favoloso Andersen (Hans Christian Andersen), regia di Charles Vidor, U.S.A., 1952, fiabesco, interpretato da Danny Kaye, Farley Granger, Zizi Jeanmarie, Roland Petit, 3 Candidature agli oscar
- Le meravigliose favole di Andersen (Anderusen Monogatari), regia di Kimio Yabuki, Giappone, 1968
- Hans Christian Andersen - La vita come una favola (Hans Christian Andersen: My Life as a Fairy Tale), regia di Philip Saville, U.S.A., 2003
- H.C. Andersen - historien om en digter, regia di Piv Bernth, Germania/Danimarca, 2005
- Andersen - Una vita senza amore (Andersen. Zhizn bez lyubvi), regia di Ėl'dar Rjazanov, Russia-Italia-Germania, 2006, avventura, interpretato da Sergei Migizko, Liya Akhedzhakova, Yelena Babenko, Valerij Garkalin
- Unge Andersen, regia di Rumle Hammerich, Danimarca, 2005, biografico

## Filmografia ispirata alle opere di Andersen

### Film
- The Little Match Seller, regia di James Williamson (Gran Bretagna, 1902)
- La petite marchande d'allumettes, regia di Jean Renoir e Jean Tédesco (Francia, 1928)
- Le petit soldat, regia di Paul Grimault (Francia, 1947)
- Scarpette rosse (The Red Shoes), regia di Michael Powell e Emeric Pressburger con Anton Walbrook e Moira Shearer (Gran Bretagna, 1948)
- Cisaruv slavík, regia di Jiří Trnka e Milos Makovec (Cecoslovacchia, 1949)
- La bergère et le ramoneur, regia di Paul Grimault (Francia, 1952)
- La regina delle nevi (Снежная королева), regia di Lev Atamanov (URSS, 1957)
- Das Feuerzeug, regia di Siegfried Hartmann) (Germania, 1959)
- I cigni selvatici (russ. Дикие лебеди), regia di Vera Tsekhanovskaya e Mikhail Tsekhanovsky (URSS, 1962)
- Snezhnaya koroleva (russ. Снежная королева), regia di Gennadi Kazansky (URSS, 1966)
- La sirenetta (Русалочка), regia di  Ivan Aksenchuk (URSS, 1968)
- La Sirenetta - La più bella favola di Andersen (Anderusen Douwa: Ningyo-hime), regia di  Tomoharu Katsumata (Giappone, 1975)
- La piccola ninfa di mare (Malá morská víla), regia di Karel Kachyňa (Cecoslovacchia, 1976)
- La sirenetta (Русалочка), regia di Vladimir Bychkov (URSS/Bulgaria, 1976)
- La principessa sul pisello (Принцесса на горошине), regia di Boris Rytsarev (URSS, 1976)
- Heidi diventa principessa (Sekai meisaku dōwa: Hakuchō no ōji), regia di Yuji Endo e Nobutaka Nishizawa (Giappone, 1977)
- Pollicina (Sekai Meisaku Dōwa: Oyayubi Hime), regia di Yugo Serikawa (Giappone, 1978)
- Le Roi et l'oiseau, regia di Paul Grimault (Francia, 1980)
- Lumikuningatar, regia di Päivi Hartzell (Finlandia, 1986)
- Le galosce della felicità (Galose stastia), regia di Juraj Herz (Cecoslovacchia/Austria/Germania, 1986)
- Snehová královna, regia di Ladislav Čapek (Cecoslovacchia, 1987)
- Metsluiged, regia di Helle Karis (Estonia/URSS, 1987)
- Mikola a Mikolko, regia di Dusan Trancik (Cecoslovacchia, 1988)
- La sirenetta (The Little Mermaid), regia di John Musker e Ron Clements (USA, 1989)
- Vandronik, regia di Ludvík Ráza (Italia/Austria/Francia/Germania/Cecoslovacchia, 1990)
- I vestiti nuovi dell'imperatore (Císarovy nové saty), regia di Juraj Herz (Repubblica Ceca/Germania, 1994)
- Thumbelina - Pollicina (Thumbelina), regia di Don Bluth e Gary Goldman (USA, 1994)
- Stín, regia di Ludvík Ráza (Repubblica Ceca, 1998)
- The Red Shoes (Bunhongsin), regia di Yong-gyun Kim (Corea del Sud, 2005)
- De vilde Svaner, regia di Peter Flinth e Ghita Nørby (Danimarca, 2009)
- La principessa sul pisello (Die Prinzessin auf der Erbse), regia di Bodo Fürneisen (Germania, 2010)
- I vestiti nuovi dell'imperatore (Des Kaisers neue Kleider), regia di Hannu Salonen (Germania, 2010)
- Frozen - Il regno di ghiaccio, regia di Chris Buck e Jennifer Lee (USA, 2013)

### Serie televisive
- Le fiabe di Andersen (Anderusen Monogatari), regia di Masami Hata (Giappone, 1971)
- The Fairytaler (Der var engang..., Danimarca/Regno Unito/Germania, 2003)

## E-book
Andersen e Corteggi - Pollicina - Collana Beccogiallo Editore Mursia per iTunes.